# Kreuzkirche (Dresden)

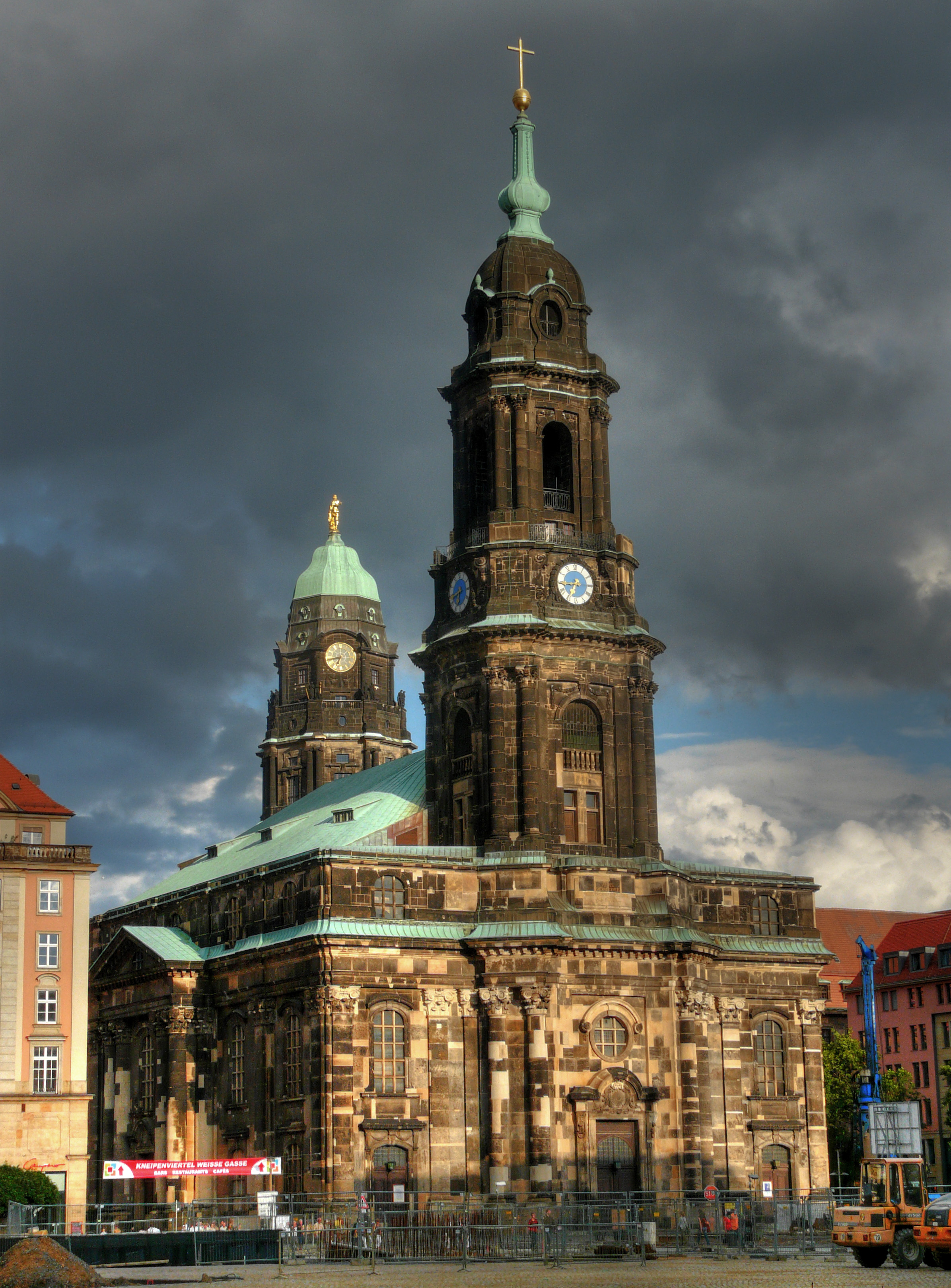
Die Dresdner Kreuzkirche (2008) mit dem Rathausturm dahinter

Die Kreuzkirche am Altmarkt in Dresden ist die evangelische Hauptkirche der Stadt. Neben dem Dom in Meißen ist sie gleichzeitig die Predigtkirche des Landesbischofs der Evangelisch-Lutherischen Landeskirche Sachsens. Als Wirkungsstätte des Dresdner Kreuzchores und der Kreuzorganisten ist sie zugleich das kirchenmusikalische Zentrum der Stadt.
Der Kirchenbau wurde in seiner Geschichte fünfmal zerstört, zuletzt im Zweiten Weltkrieg. Der äußere Wiederaufbau erfolgte 1946 bis 1955, ein Wiederaufbau des Innenlebens mit seinen Jugendstilelementen erfolgte bis heute nur in Teilen. Der damalige sächsische Hofmaler Bernardo Bellotto (genannt „Canaletto“), der in seinen Gemälden das alte Dresden festhielt, zeigt noch den Anblick der Kirche in Gestalt von Gotik und Renaissance.

## Geschichte

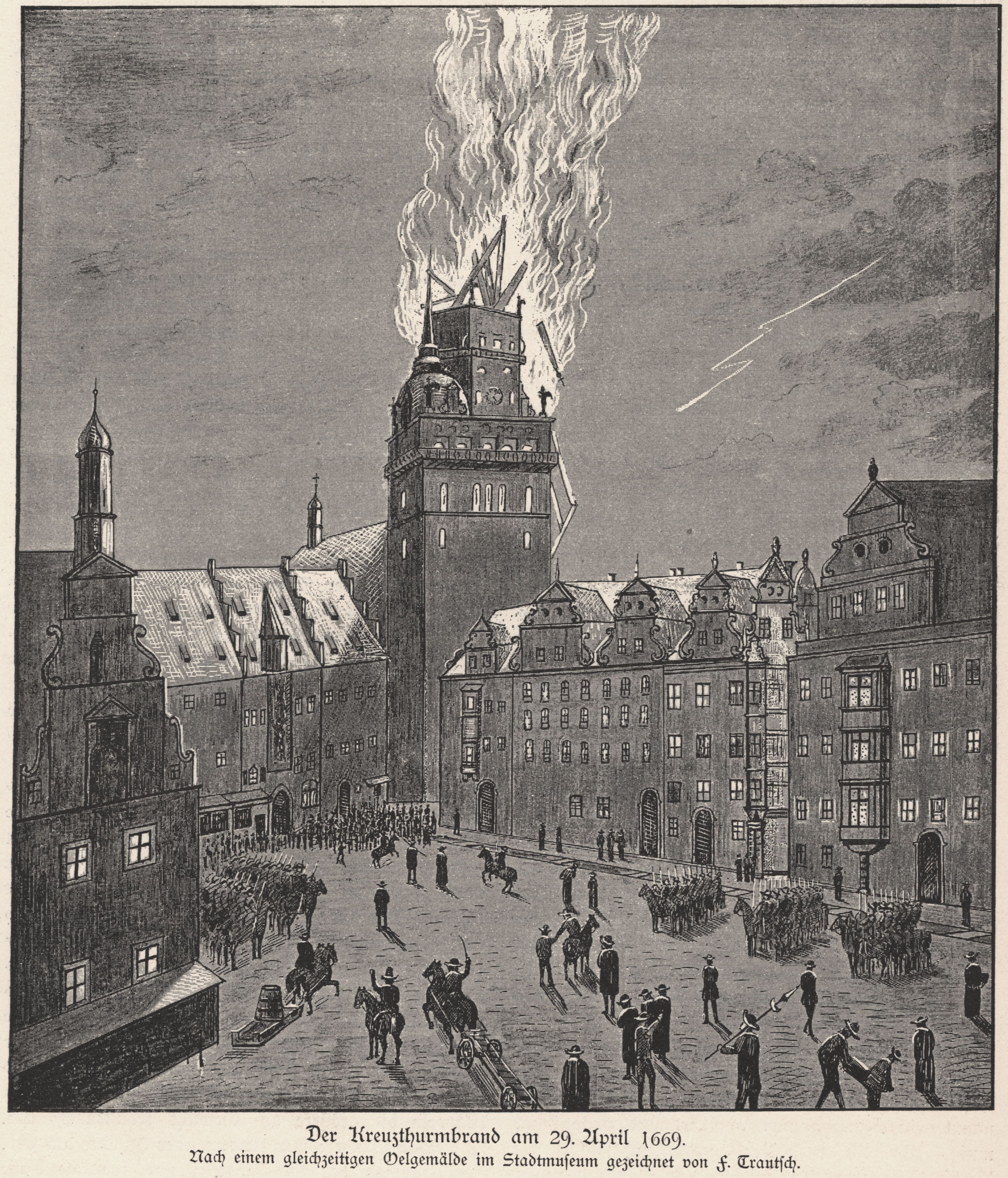
Brand durch Blitzschlag am 29. April 1669

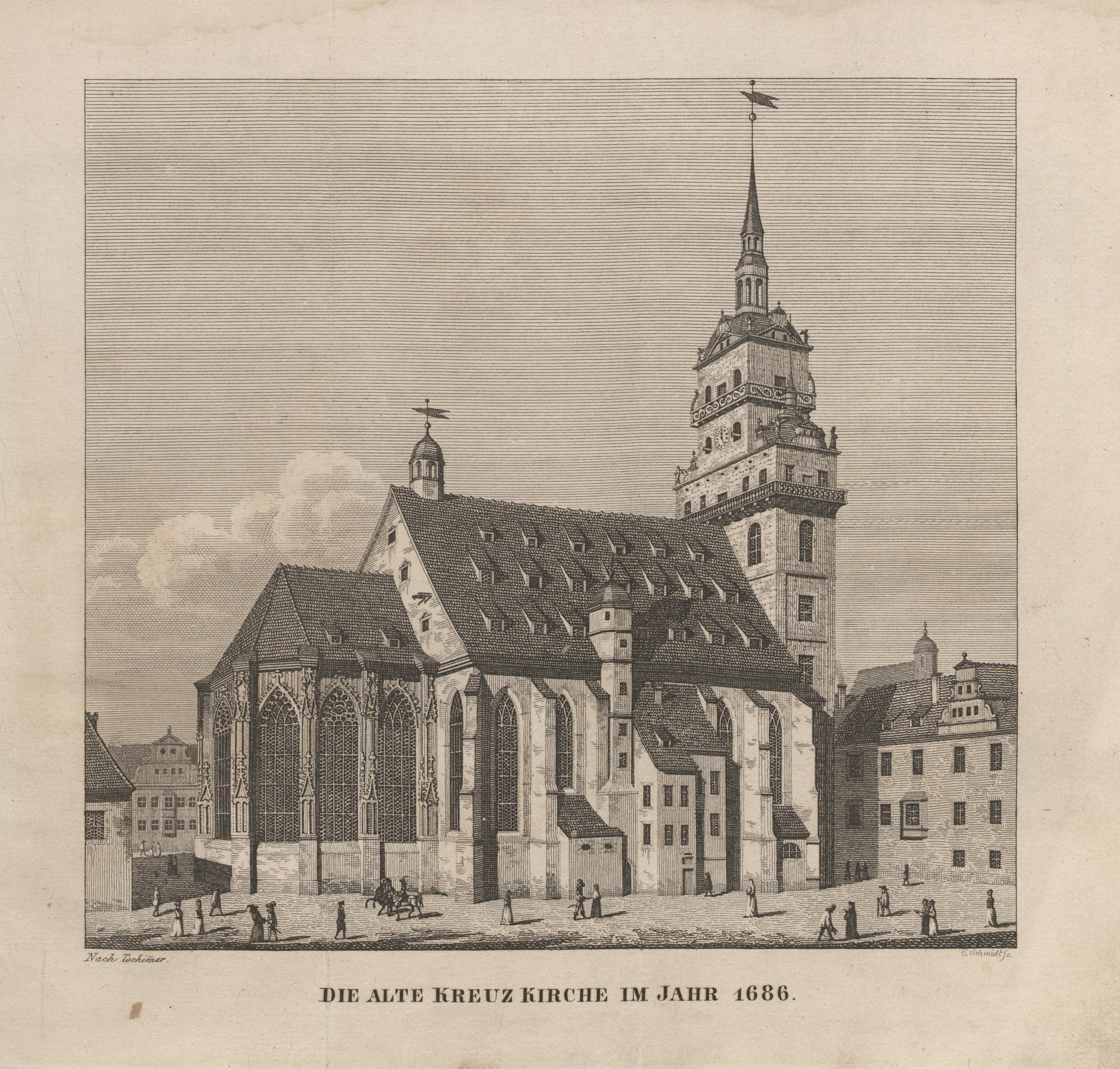
Kreuzkirche, 1686

### Gründung
Mit dem Beginn der Errichtung einer Kaufmannssiedlung in der Mitte des 12. Jahrhunderts – der späteren Stadt Dresden – ist anzunehmen, dass der erste Bau einer Kirche begann. Sie wird wohl als romanische Basilika entstanden sein. Sie unterstand dem Patrozinium der eigentlich dem Gebiet zugeordneten Pfarrkirche, der Frauenkirche. Im 14. Jahrhundert wurde sie als Nikolaikirche nach dem Schutzpatron der Händler und Kaufleute bezeichnet.
Nach der Stiftung einer Kreuzesreliquie von Constantia von Babenberg im Jahr 1234 begann ein Anbau einer Kapelle, die dieser Reliquie geweiht wurde. Der Name der Kreuzkapelle übertrug sich zunehmend auf die Kirche selbst, 1319 wurde sie erstmals als ecclesia sanctae crucis bezeichnet. Nach der am 10. Mai 1388 erfolgten Weihe des neuen Hauptaltars erfolgte der Übergang auf den Namen „Zum heiligen Kreuz“ für das gesamte Bauwerk.
Um für den Erhalt auch der Kirche zu sorgen, wurde zu gleicher Zeit das Vermögen der Kreuzkapelle zu dem gemeinschaftlichen Vermögen der Elbbrücke und der früheren Kirche zugeschlagen und anschließend bis ins 19. Jahrhundert im Dresdner Brückenamt verwaltet. Durch die Grundherrschaft („Altarlehen“) über Ländereien in Bannewitz, Prohlis, Lockwitz und Gittersee sowie Anteile an weiteren Dörfern sowie Weinbergen in Kötzschenbroda waren weitere Einnahmen gesichert.

### Gotische Hallenkirche (1447–1579)
Von 1447 bis 1449 erfolgte der Umbau der romanischen Basilika zu einer dreischiffigen gotischen Hallenkirche unter der Leitung von Hans Kumoller und seinem Sohn Matthes. Die gotischen Westtürme blieben wohl unverändert. Der 1401/02 entstandene Chor im Stil der Gotik zeigte einen Fünfachtelschluss, wobei die gotischen Merkmale den Einfluss der Prager Parlerschule des 14. Jahrhunderts aufzeigten. Im Inneren trennte ein Lettner Chor und Halle. Die dreischiffige Hallenkirche mit Netzgewölbe wurde später Vorbild für die St.-Wolfgangs-Kirche in Schneeberg.
Am 15. Juni 1491 vernichtete ein Stadtbrand den Sakralbau, dabei stürzten Gewölbe und die Pfeiler im Langhaus ein, lediglich die Sakristei blieb unversehrt. In den Jahren 1492/93 wurde der anscheinend weniger beschädigte gotische Chor wiederhergestellt. Anschließend erfolgte ein Wieder- und Umbau durch Matthes Kumoller, Bauleiter war der Meißner Hans Reinhart. Im Jahr 1497 war der westliche Teil des Langhauses wieder eingewölbt. Ab 1499 hatte Conrad Pflüger die Bauleitung inne. Resultat war eine spätgotische dreischiffige Hallenkirche mit zwei Türmen und sechs Jochen, die den neuen Typus der Predigerkirche repräsentierte. Auch die Giebel zwischen den Türmen dürften vollendet gewesen sein. Die Ausstattung dauerte allerdings noch Jahrzehnte.
1539 wurde der erste lutherische Gottesdienst nach der Reformation in der Kirche abgehalten und die Kreuzkirche die evangelische Hauptkirche der Stadt Dresden.
Die Kreuzreliquie, jetzt schwarzer Abgott genannt, wurde in den hierdurch Götzenraum genannten Bodenraum der Sakristei verbannt und mit der Zeit vergessen. Hier wurde sie am 19. Juli 1760 durch das preußische Bombardement Dresdens mit der Kreuzkirche zerstört.

### Umbau im Stil der Renaissance (ab 1579)
In der Renaissance erhielt der mittelalterliche Unterbau des Westturms mit gotischen Fenstern neue Laibungen und Fensterverdachungen. Auf diesem alten Unterbau wurde eine breite, zweigeschossige Glockenstube errichtet. Darauf wurde ein schmaler und hoher, quadratischer Turm mit Dreiecksgiebel und Kuppel mit Laterne gebaut. Dieser Aufbau erfolgte 1579 bis 1584 nach Entwürfen von Hans Walther, Melchior Barthel, Martin Richter und Benedix Schmid. Der von 1579 bis 1584 errichtete rechteckige, 96 Meter hohe, sehr mächtig wirkende Westturm der Kirche prägte bis 1765 das Stadtbild. Das Portal aus dem Jahr 1589 stammt mit seinem üppigen Schmuck aus der Werkstatt von Christoph Walther IV und Melchior Jobst.
Der zweigeschossige Renaissancealtar aus Sandstein, den der Dresdner Bildhauer Hans Walther im Jahr 1579 gefertigt hatte, stand von 1760 bis 1902 (nach Angaben Löfflers: 1906) in der Dresdner Annenkirche und ist heute in der St.-Johannis-Kirche in Bad Schandau zu besichtigen. Er wird durch korinthische und ionische Säulen gegliedert, wobei die Reliefs des Abendmahls und des Passahmahls die Schmuckstücke des Kunstwerkes bilden. Das Obergeschoss zeigt den gekreuzigten Jesus Christus und zwei Engel mit Geißelsäule und Kreuz, über Christus breitet Gottvater seine segnenden Arme aus. Die Römischen Zahlen I bis X erinnern an die Zehn Gebote. Die vier sitzenden Evangelisten flankieren den Gottvater. Links und rechts des Altars befinden sich Darstellungen von Johannes dem Täufer und dem Apostel Paulus.
Meister Hans fertigte für die Kreuzkirche im Jahr 1520 verschiedene Gemälde mit den Zehn Geboten, die heute im Stadtmuseum zu Dresden zu sehen sind. Das Grabmal des 1641 verstorbenen Hans Georg von Arnim-Boitzenburg, eines der bedeutendsten Feldherrn und Politiker im Dreißigjährigen Krieg, ging bei der Zerstörung von 1760 verloren.

Die Westturmfront vor und nach der Zerstörung im Siebenjährigen Krieg 1760
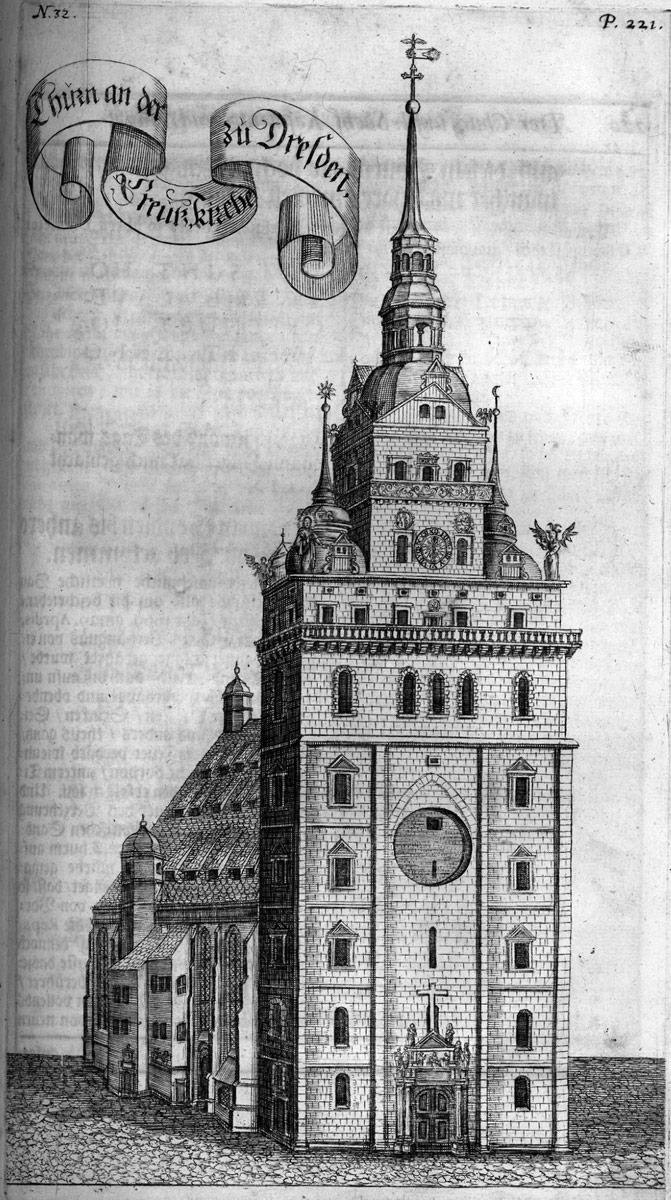
Ansicht von Anton Weck 1680
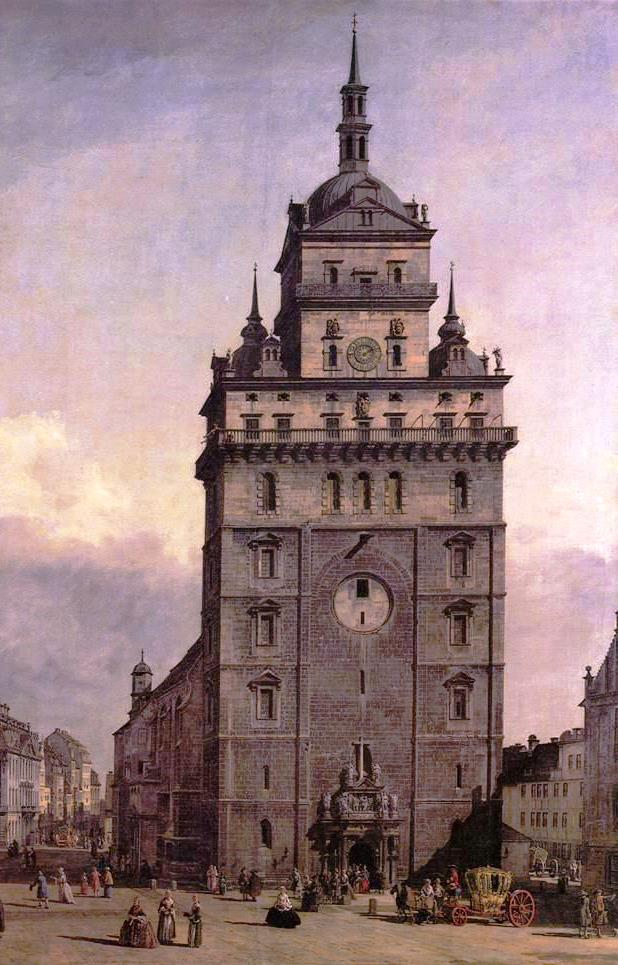
Ansicht von Bernardo Bellotto um 1750
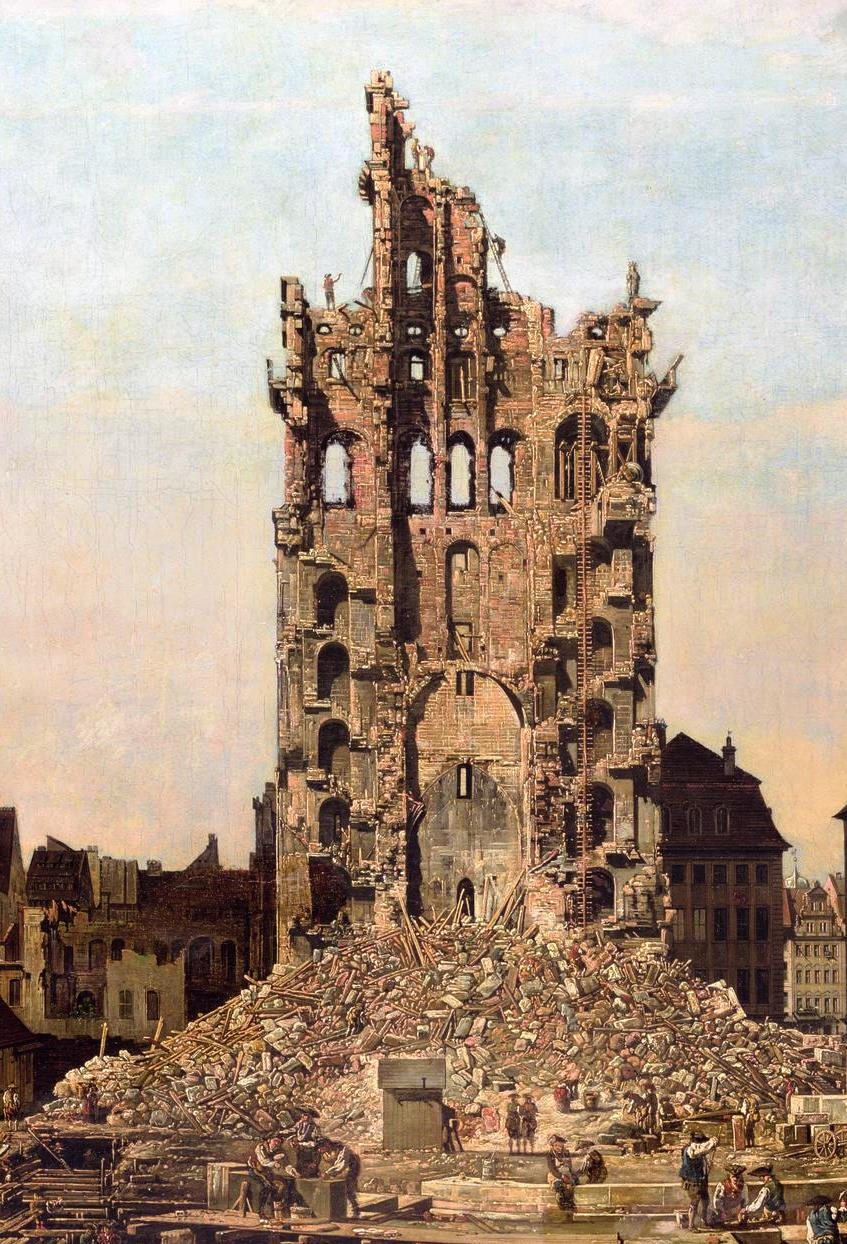
Ansicht von Bernardo Bellotto 1765

Die Renaissance-Ausstattung der gotischen Hallenkirche
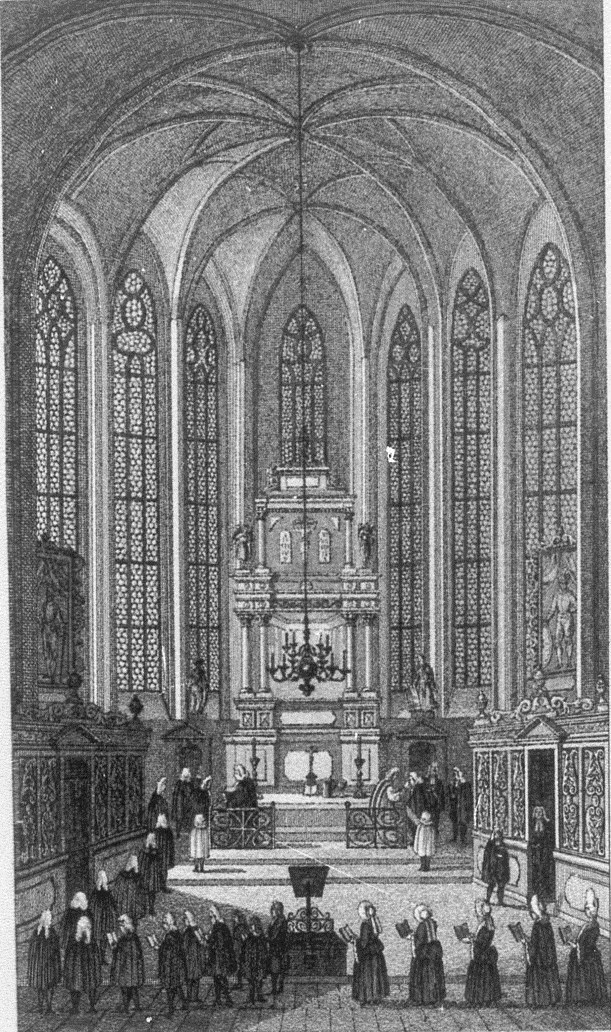
Chor der alten Kreuzkirche vor 1760 mit Spendung des Abendmahls
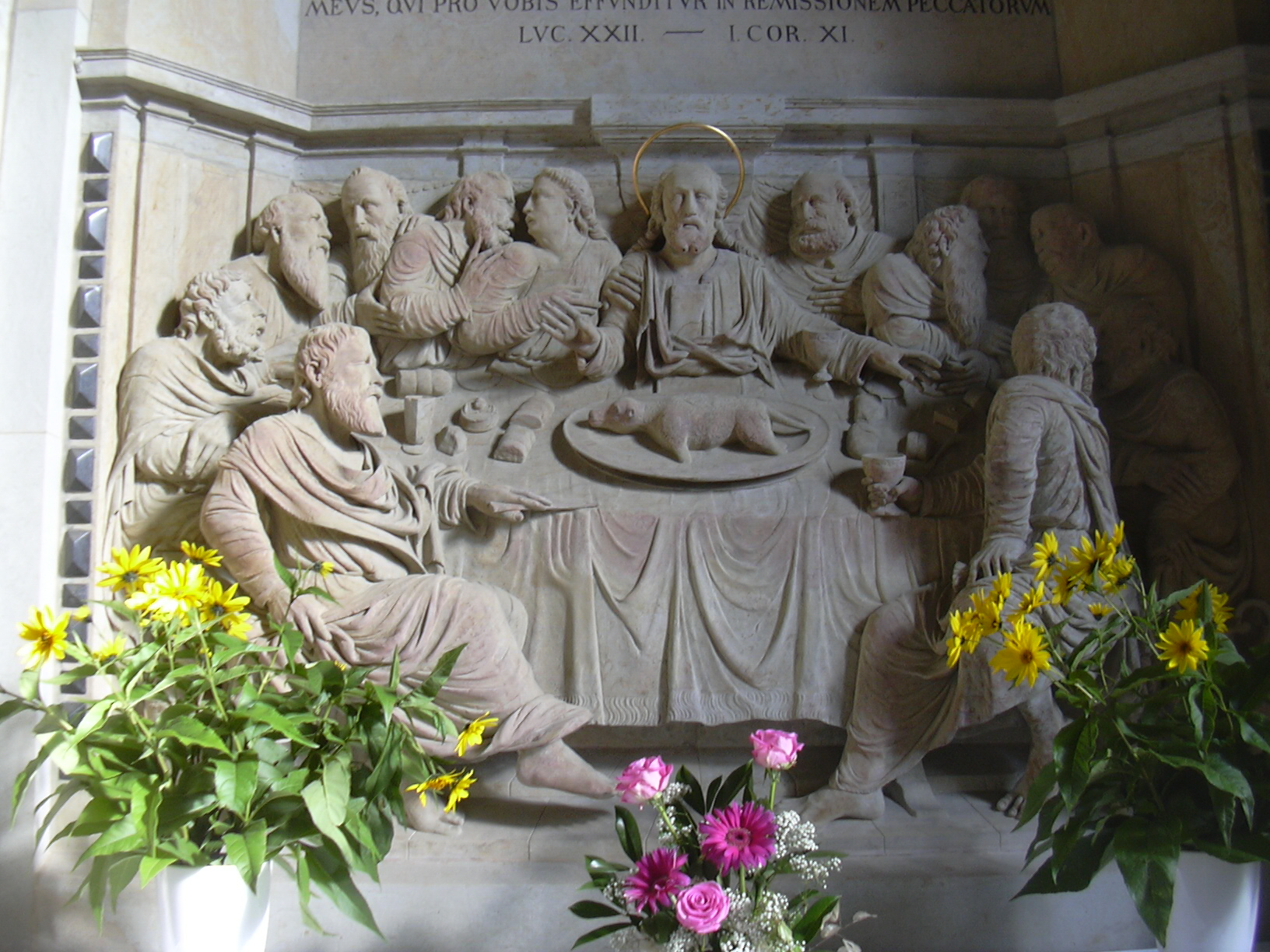
Abendmahlsszene am für die Kreuzkirche geschaffenen Renaissance-Altar von Hans Walther
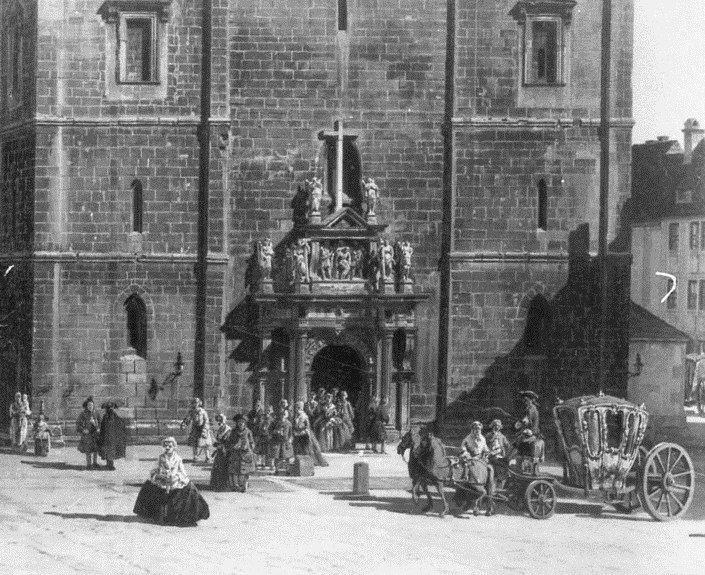
Renaissance-Portal in der Westturmfront, von Christoph Walther IV und Melchior Jobst (1589).

### Zwischen spätbarocker und klassizistischer Auffassung (1764–1800)

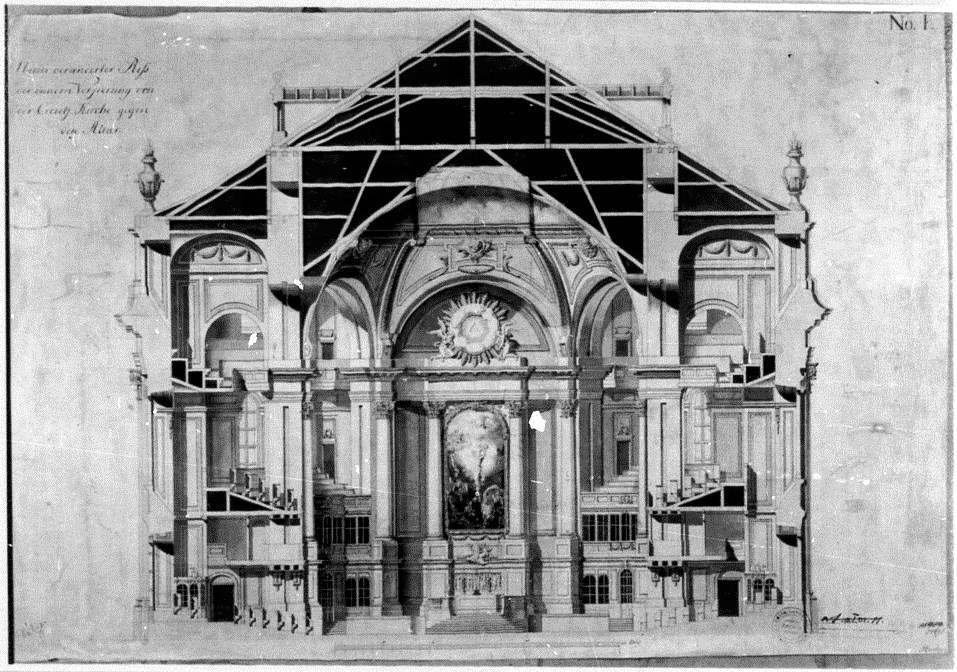
Schnitt der Kirche 1779 von Gottlob August Hölzer

Im Verlauf des Siebenjährigen Krieges wurde Dresden vom 13. bis 30. Juli 1760 von preußischen Truppen belagert und beschossen. Auch die Kreuzkirche erhielt schwere Treffer. Dabei wurden das Langhaus und der Chor der gotischen Kirche zerstört; die Westturmfront blieb jedoch erhalten. Es folgte ein Meinungsstreit zwischen spätbarocker und klassizistischer Auffassung, der 30 Jahre dauerte.
Der Dresdner Baumeister Johann George Schmidt, der den Barockstil bevorzugte, erstellte unverzüglich die Wiederaufbaupläne, und der Dresdner Rat gab diese 1763 der Bauaufsicht zur Begutachtung. In der Bauaufsicht herrschte jedoch eine anti-barocke und pro-klassizistische Haltung der Longuelune-Schüler. Der sächsische Hofbaumeister Friedrich August Krubsacius, der gegen den barocken Entwurf Schmidts war, erstellte eine ablehnende Begutachtung. Dennoch wurde 1764 der Kirchenbau unter der Leitung Schmidts begonnen, wobei der Kuradministrator Prinz Xaver selbst die Grundsteinlegung vornahm.
Die alte, erhalten gebliebene Turmfront sollte in den Neubau einbezogen werden. Nachdem jedoch die Turmfront 1765 eingebrochen war, verlor der Dresdner Rat das Vertrauen in seinen Baumeister, und die Stellung Schmidts wurde zunehmend geschwächt. So ersuchte der Rat um weitere amtliche Baugutachten, u. a. vom Akzisebaudirektor Samuel Locke. Prinz Xaver bat die eben gegründete Dresdner Kunstakademie um Hilfe und machte den Klassizisten und Leiter der Architekturklasse Krubsacius zum Ratgeber des Ratsbaumeisters Schmidt.
Einen im Jahr 1766 ausgeschriebenen Wettbewerb um den Neubau des Turmes gewann der „Klassizist“ Christian Friedrich Exner. Er baute 1769 die Kirche weiter, gab dann aber die Bauleitung wieder an Schmidt ab. Nach dessen Tod übernahm diese der Architekt und Ratsbaumeister Christian Heinrich Eigenwillig.
Eigenwillig sollte das Kircheninnere nach Schmidts spätbarocken Plänen fertigstellen. Die im Gegensatz zum klassizistischen Aufbau barocke innere Raumform wurde im Wesentlichen durch Schmidt geprägt und war der Annenkirche verwandt. So zeigte diese im Inneren eine ovale Zentralanlage, die Orgel war dem Altar gegenüber angeordnet. Drei Emporen wurden angebracht, wobei in deren unterste „Betstübchen“ (Herrschaftslogen) eingebaut wurden. Auf einen Altarraum – so wie bei der Frauenkirche – wurde verzichtet. Für den Grundriss und die Innengestaltung hatte sich Schmidt, unterstützt durch Chiaveri, der 1766 noch einmal in Dresden war, durchsetzen können.
Das äußere Erscheinungsbild wurde jedoch nach den klassizistischen Plänen Exners gestaltet. Der Außenbau wurde 1778 vollendet, 1788 der klassizistische Kirchturm nach den Entwürfen des Krubsacius-Schülers Gottlob August Hölzer fertiggestellt. Im Jahr 1792 erfolgte die Weihe, und 1800 war der Sakralbau endgültig vollendet.

Die Kirche in Gestalt der Klassizismus und des Spätbarock nach dem Umbau 1764–1800
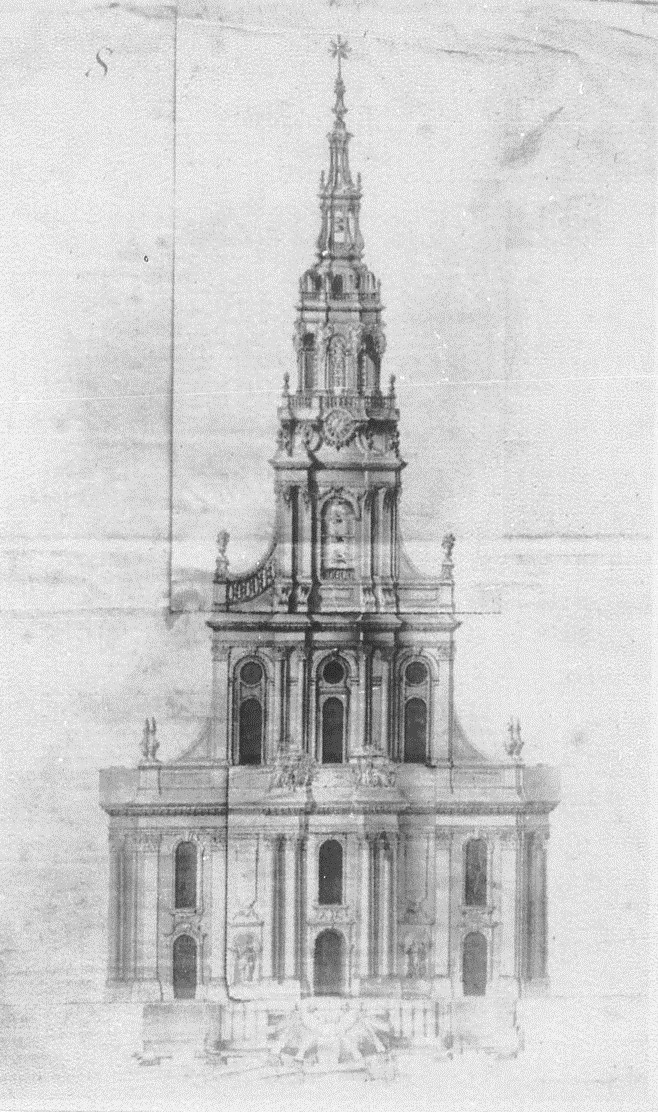
Nicht ausgeführter Entwurf zum Kirchturm im Stil des Spätbarock
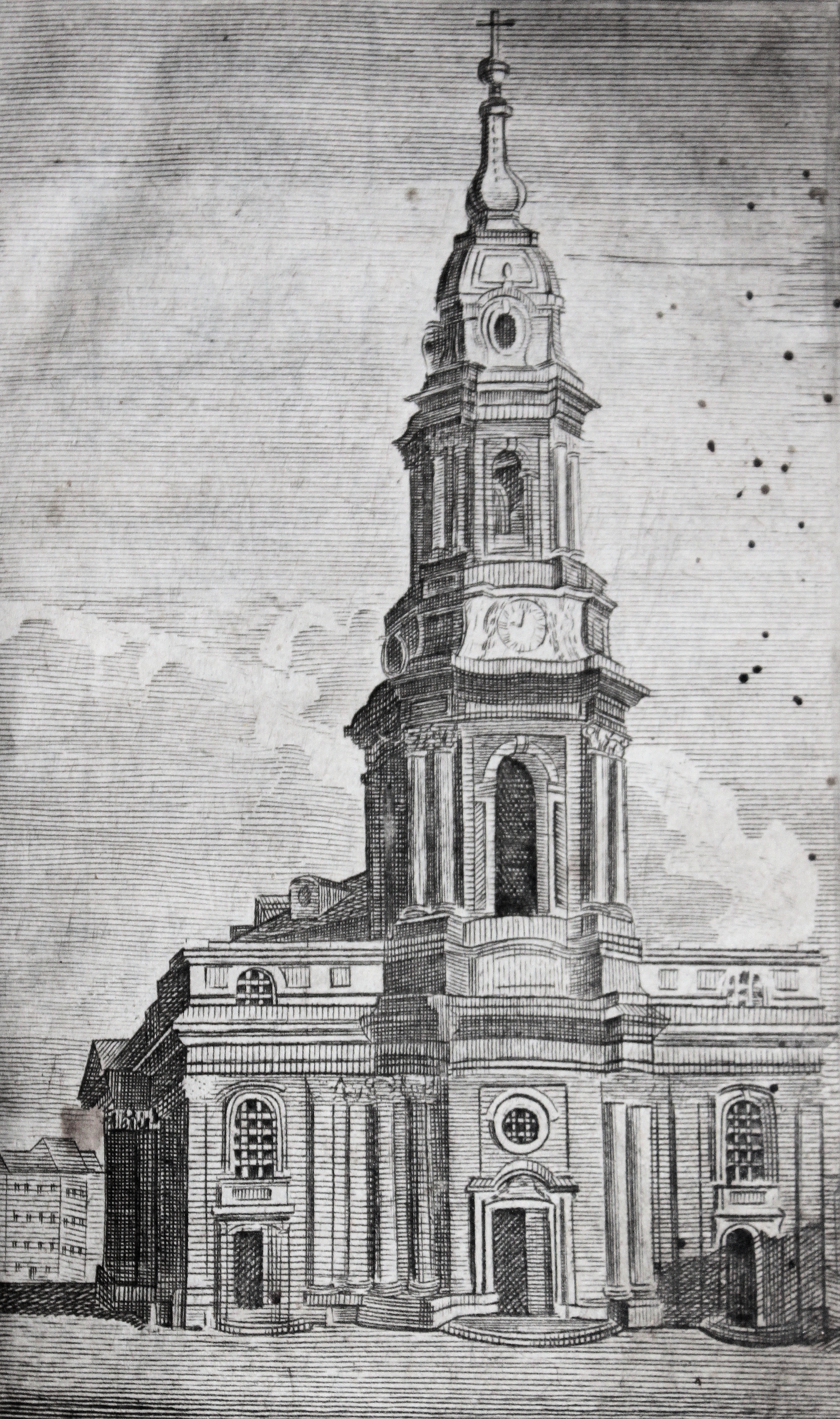
Ausgeführter Entwurf zum Kirchturm im Stil des Klassizismus
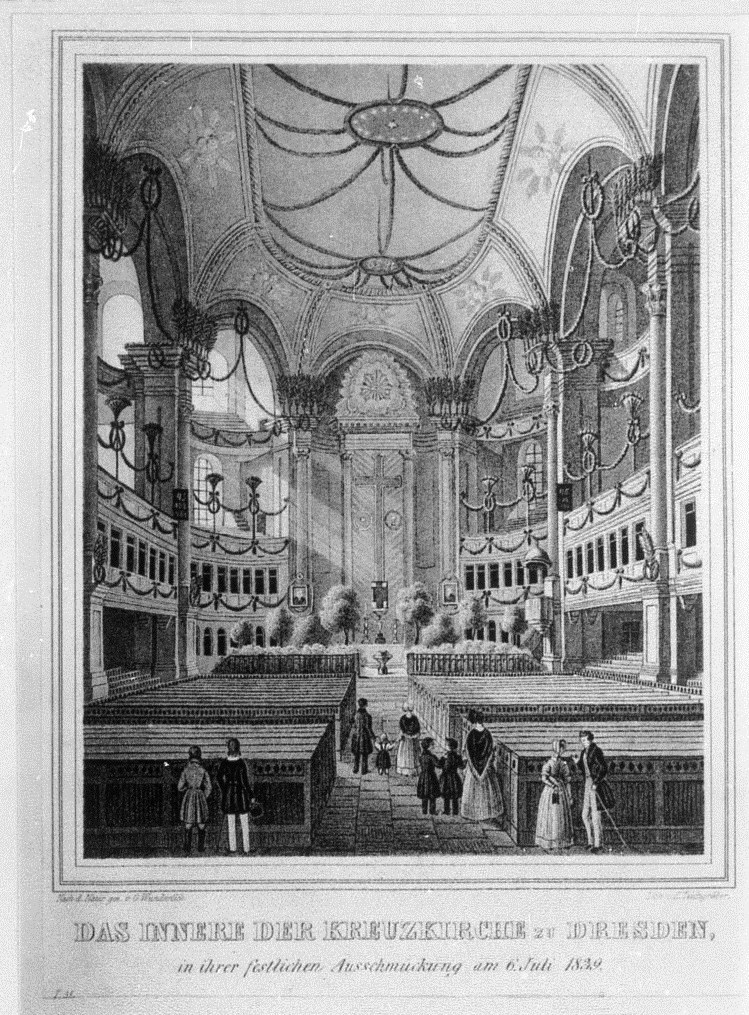
Das Innere der Kreuzkirche in ihrer festlichen Ausschmückung am 6. Juli 1839Diese Tafel an der Kreuzkirche erinnert an die Heirat von Caspar David Friedrich und Caroline Bommer 1818 in der Kreuzkirche

### Gestaltung im Neobarock mit Jugendstilelementen (1900)
Am 16. Februar 1897 brannte die Kirche erneut aus. In dreijähriger Bauzeit wurde das Innere von den Dresdner Architekten Schilling & Graebner neu gestaltet. Dabei wurde die Säulenstellung verändert, indem Emporen eingezogen wurden. Die innere Ausstattung erfolgte jetzt im Jugendstil. Heinrich Epler, Paul Dietrich in Leipzig, Friedrich Offermann, Richard König, Ernst Paul und Arnold Kramer errichteten den Altar im Jugendstil. Karl Groß (1869–1934) und Bildhauer Ernst Hottenroth schufen die Jugendstil-Kanzel. Peter Pöppelmann und Hans Hartmann-MacLean gestalteten die Orgelempore mit Jugendstil-Bildhauerarbeiten. Die Orgel selbst fertigten die Gebrüder Jehmlich. Die Bildhauer Heinrich Wedemeyer und Ernst Hottenroth von der Firma Carl Hauer schufen die Stuckarbeiten an Decke, Wänden und Pfeilern; künstlerischer Mitarbeiter war der Architekt Lischke. Bei diesem Wiederaufbau wurden der Dachstuhl aus Stahl und das Gewölbe in einer für die damalige Zeit neuartigen Konstruktion aus Eisenbeton erbaut.

Brand und Wiederaufbau im Stil des Historismus (Neobarock) mit Jugendstilelementen durch Schilling & Graebner (1900)
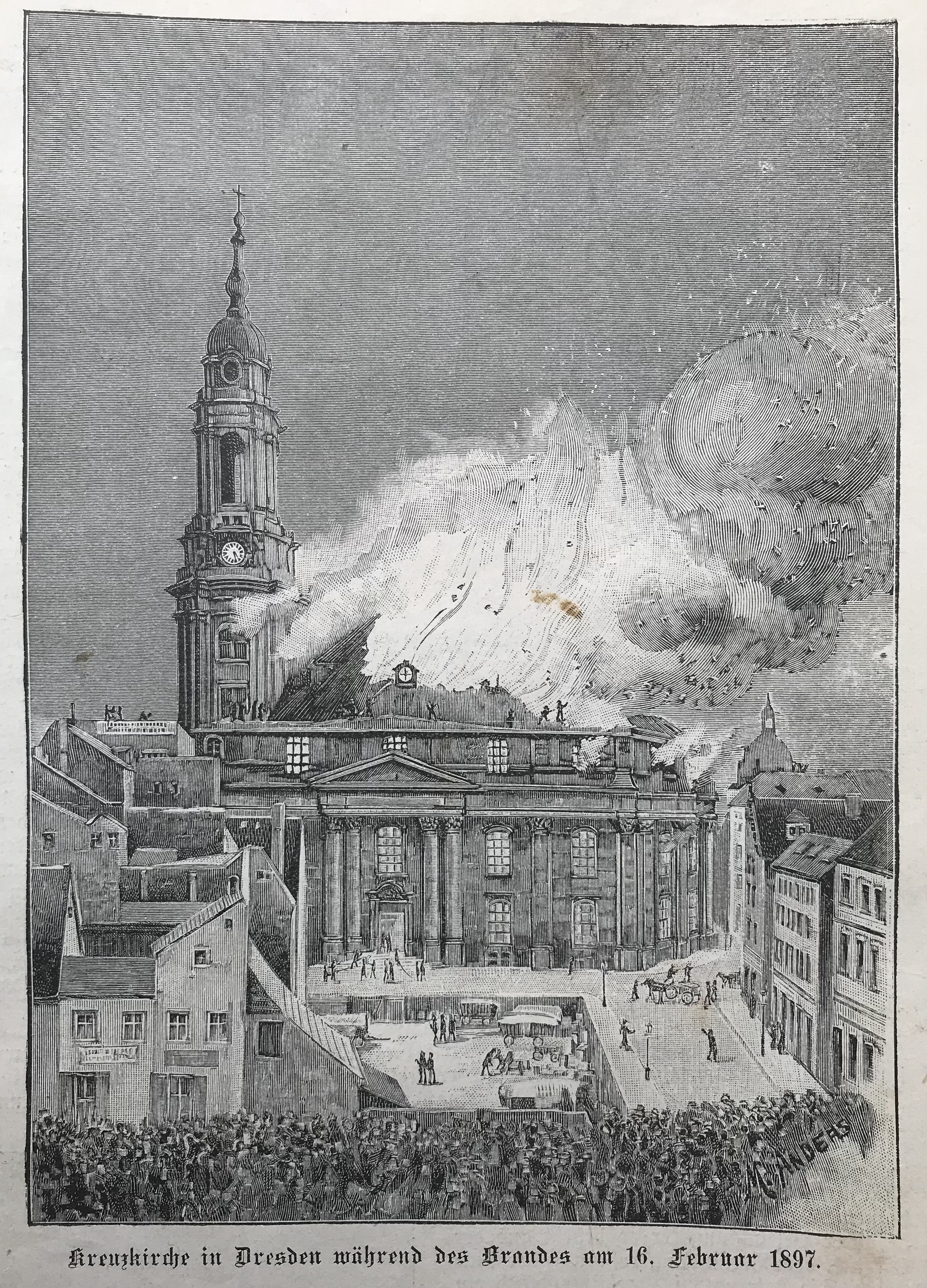
Kreuzkirche in Dresden während des Brandes am 16. Februar 1897. Holzstich von M. Anders
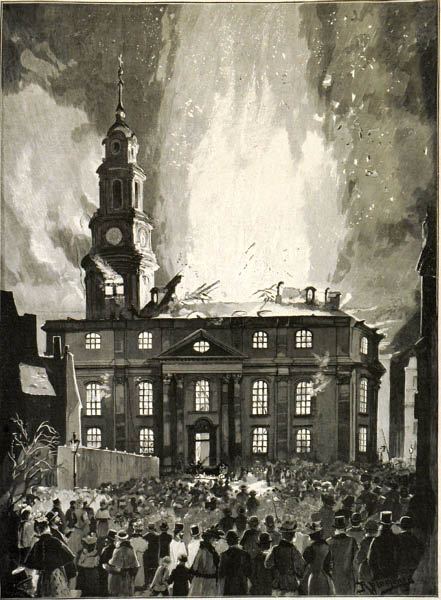
Brand der Kirche 1897
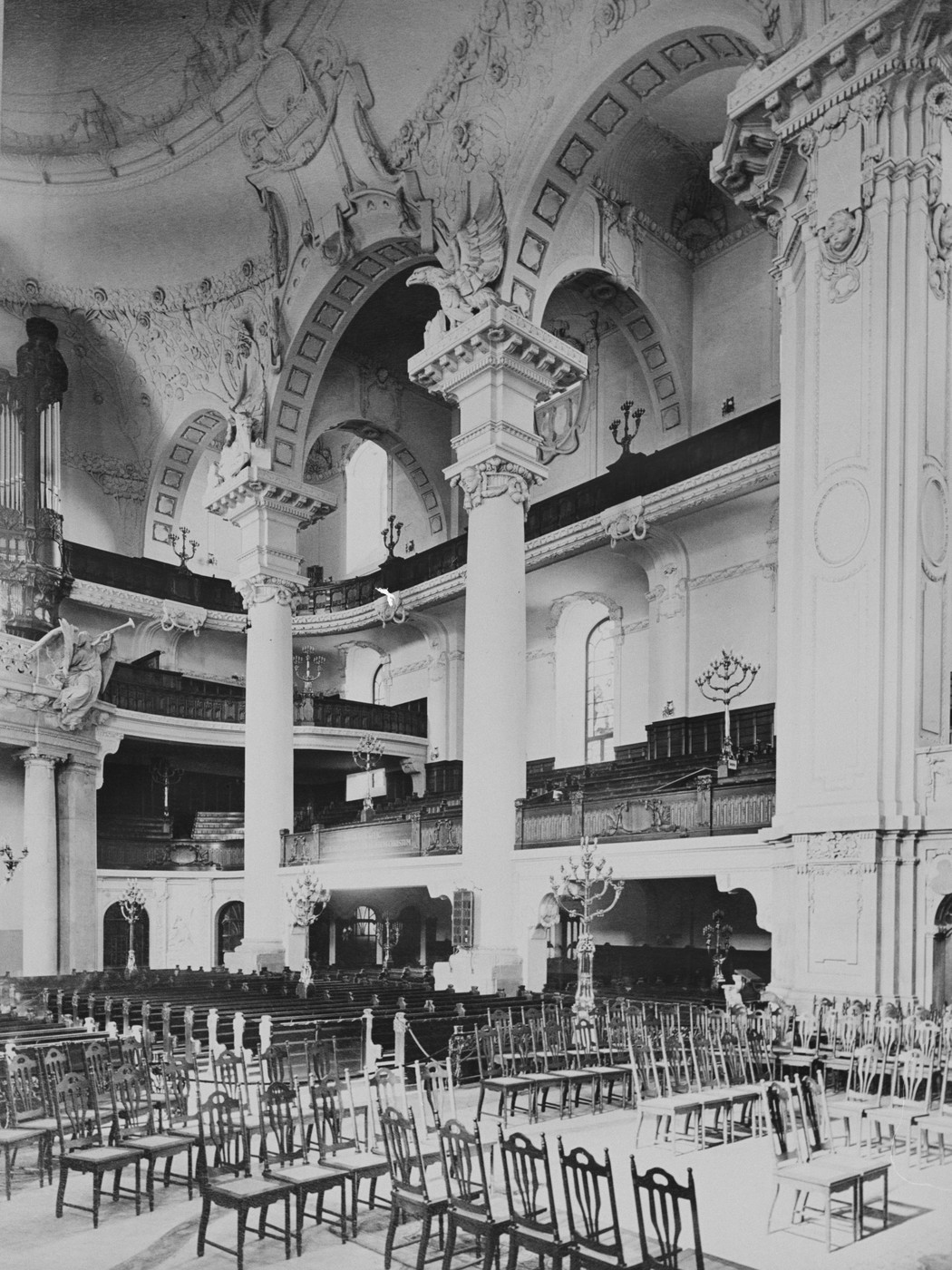
Innenansicht 1901
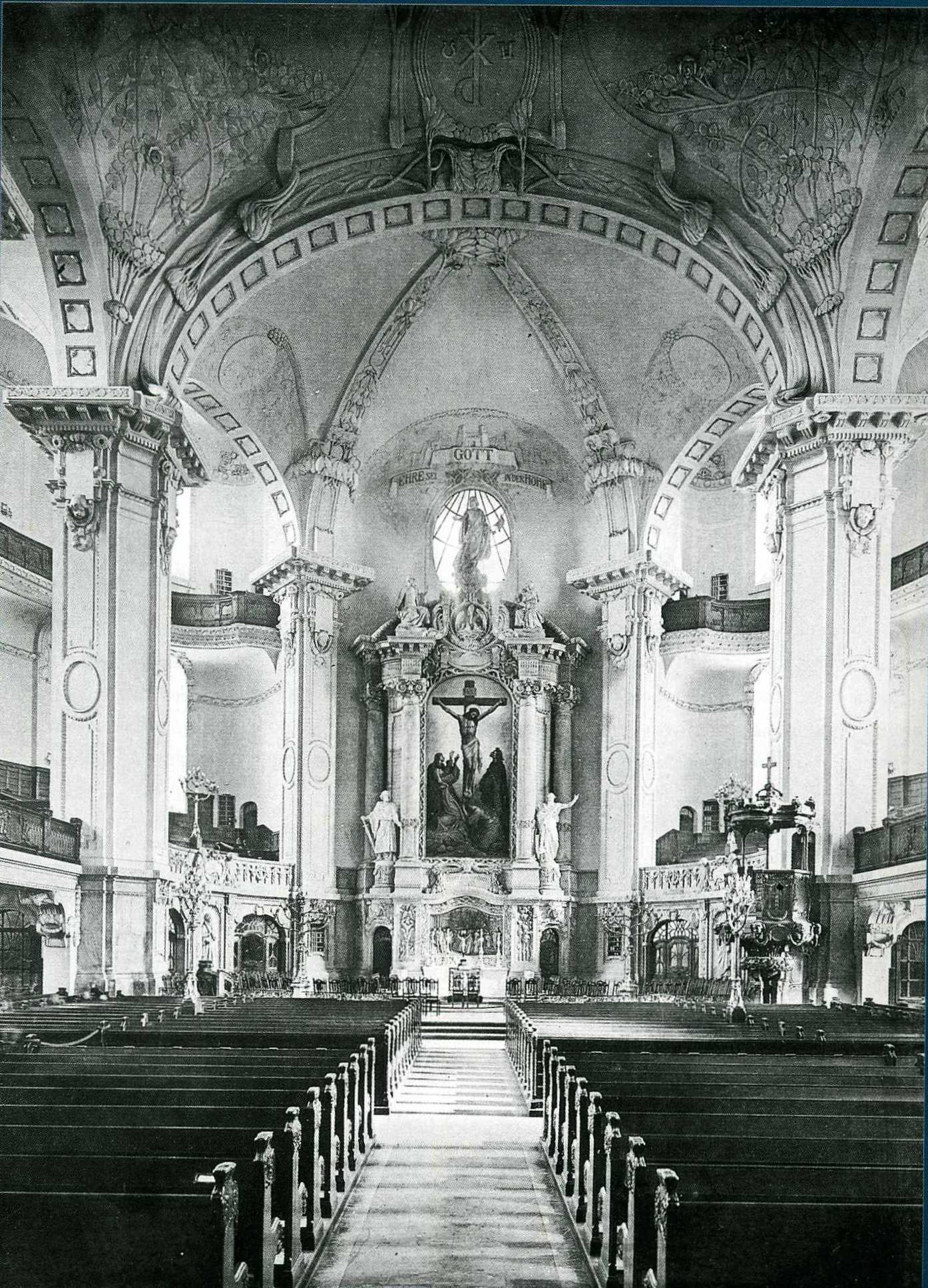
Innenansicht mit Altar 1901
Innenansicht mit Orgel 1903

### Wiederaufbau (1946–1955)

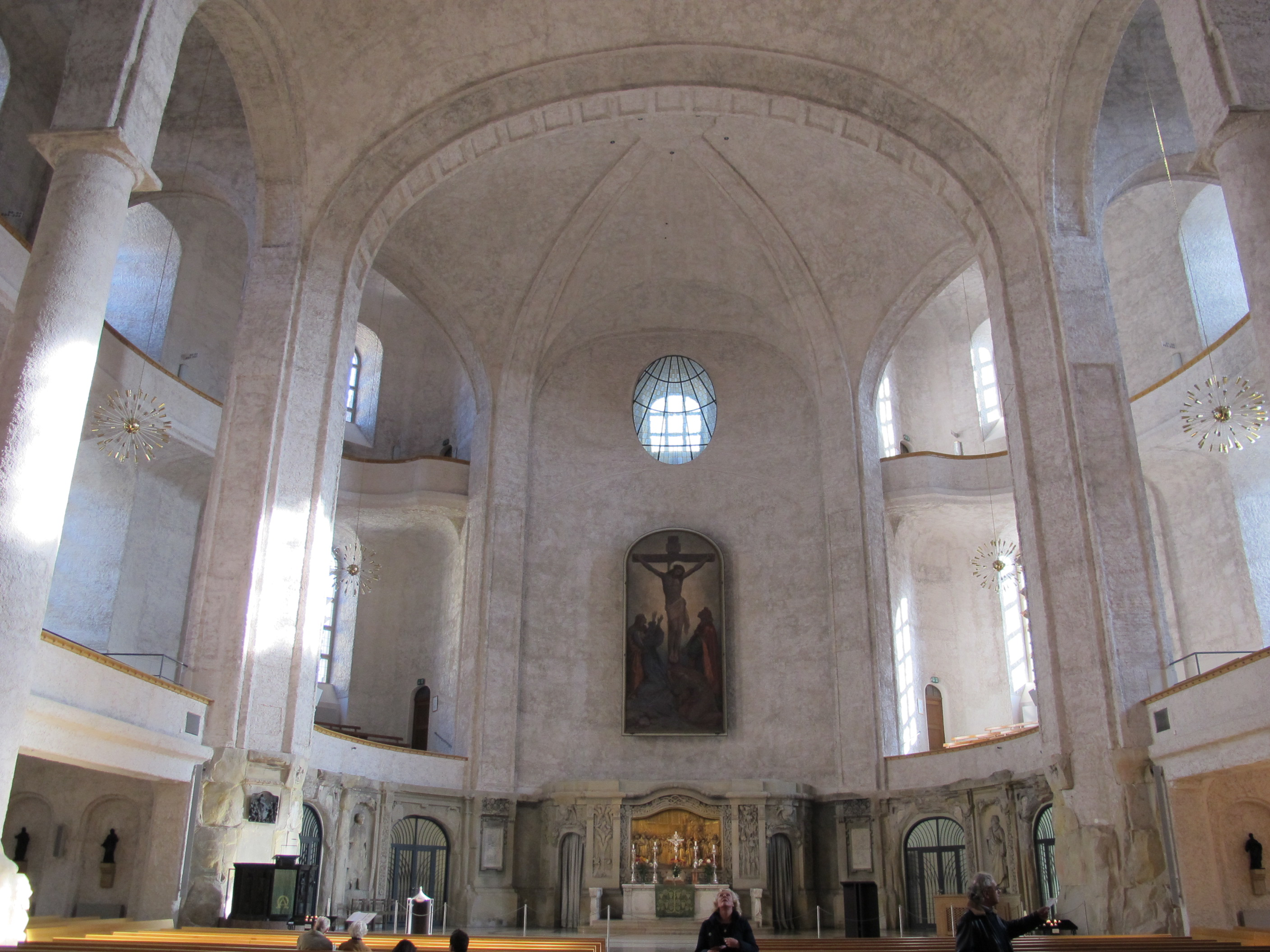
Karge Ansicht des Innenraumes ohne ursprüngliche Deckenbemalung und Zierrat, 2011

Bei und nach den Luftangriffen am 13. Februar 1945 brannte die Kreuzkirche völlig aus. Die Orgel verbrannte vollständig, das Altarbild wurde zwar rußgeschwärzt, blieb jedoch erhalten. Der Wiederaufbau erfolgte in den Jahren 1946 bis 1955 durch Fritz Steudtner. Dabei wurde die schwer beschädigte neubarocke Raumfassung durch einen zunächst als Provisorium gedachten Rauputz sowie eine bewusst schlichte, moderne Ausstattung ersetzt. Dabei wurden noch viele erhaltene Ausstattungsdetails beseitigt, oder, wie beim Altar, drastisch reduziert. Über den Wert dieser aus der Not und der Ablehnung der als überladen angesehenen Jugendstilornamentik geborenen Fassung, die mit dem Belassen einiger Kriegsspuren und ihrem „grottenhaften“ Charakter eine wichtige Rolle unter den öffentlichen Räumen der Dresdner Nachkriegszeit spielte, wurde lange diskutiert. Von 2000 bis 2004 wurde der Innenraum unter Leitung von Peter Albert restauriert. Da inzwischen der Denkmalwert der Wiederaufbauleistung anerkannt war, ging man behutsam vor. Die Rauputzfassung wurde ausgebessert und aufgehellt, die Leuchten konnten repariert und umgerüstet werden. Der Altarraum wurde den Bedürfnissen des Chors folgend erneuert und erweitert, dabei fanden Reste des originalen Marmorfußbodens Verwendung. Einige Teile der Nachkriegsausstattung wurden entfernt (Kanzel, Gestühl). Neue Gitter zu den Nebenräumen wurden den Vorläufern nachempfunden. Die Tischlerei der Evangelischen Brüder-Unität in Herrnhut in der Oberlausitz stellte die neuen Kirchenbänke her.
Die Gebrüder Jehmlich errichteten 1963 eine neue, große Orgel, welche 2008 instand gesetzt, überarbeitet und erweitert wurde.

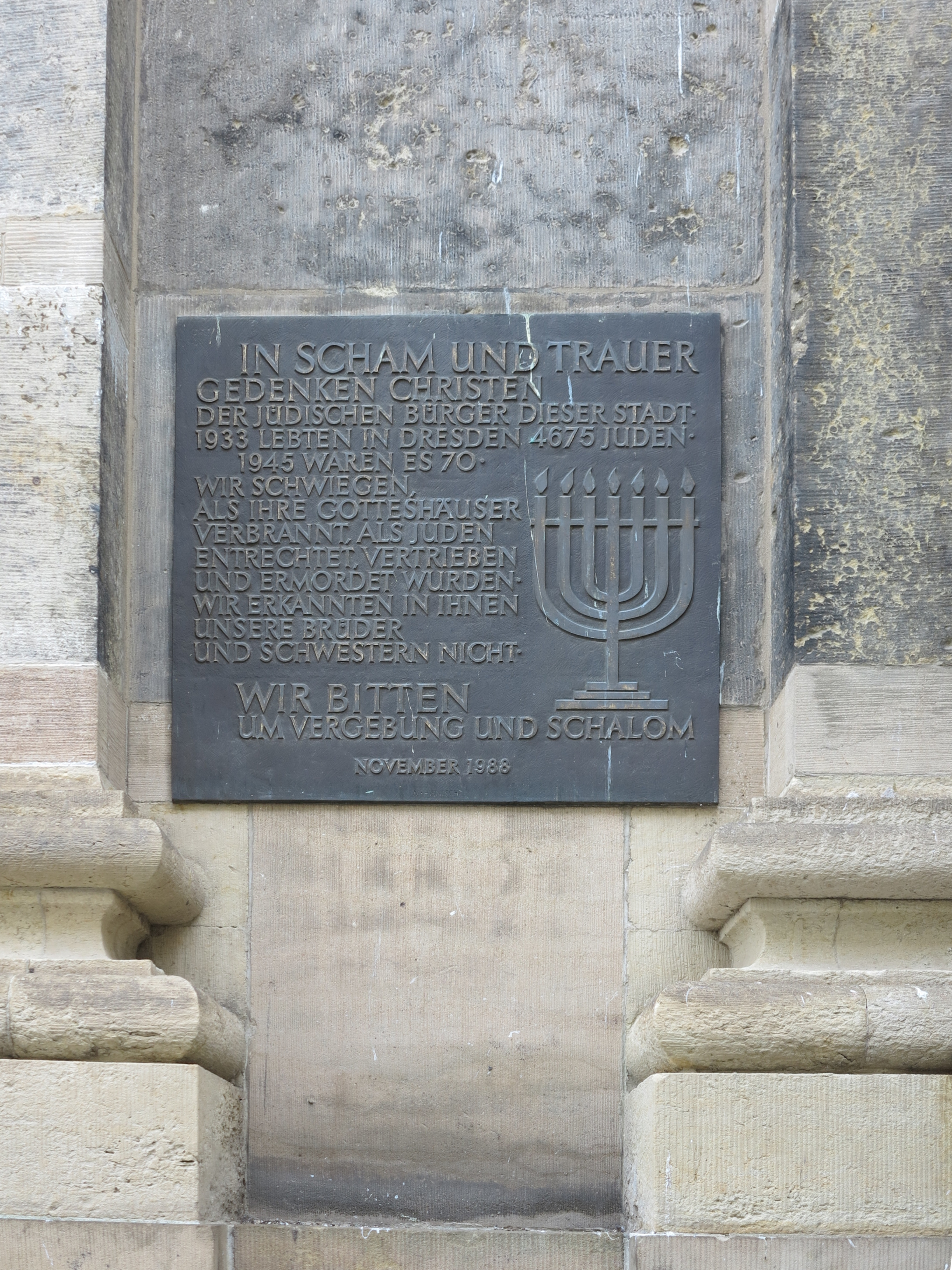
Diese Tafel von 1988 an der Kreuzkirche erinnert zum 50. Jahrestages der Reichspogromnacht an das Schweigen der christlichen Kirchen zu brennenden Synagogen und zur Entrechtung und Ermordung der jüdischen Mitbürger vor aller Augen.

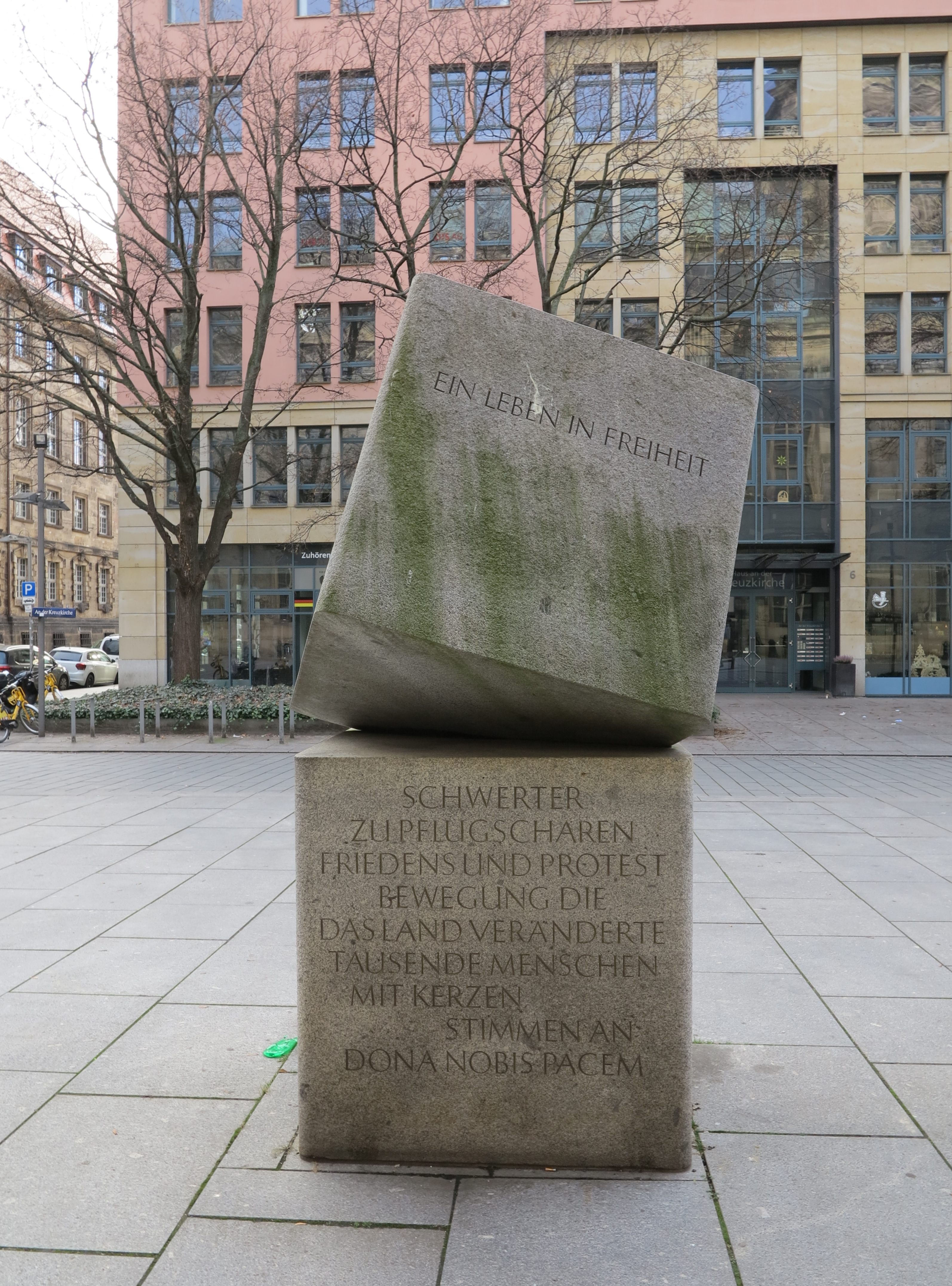
Dieses Denkmal erinnert an die Friedliche Revolution 1989 für die die Kreuzkirche ein wichtiger Treff- und Ausgangspunkt war.

### Gegenwart

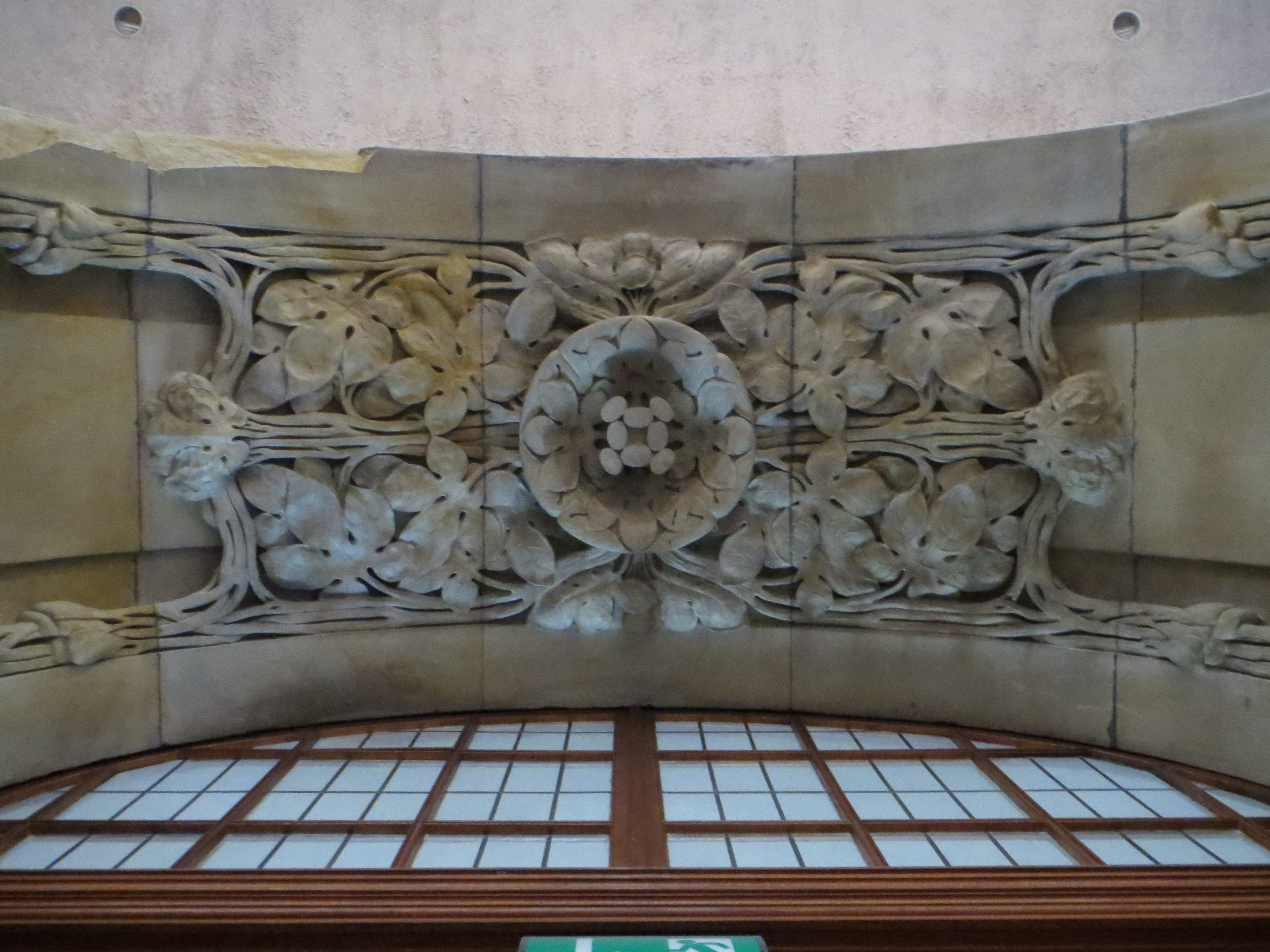
Erhaltene Jugendstilornamentik in einer Türlaibung

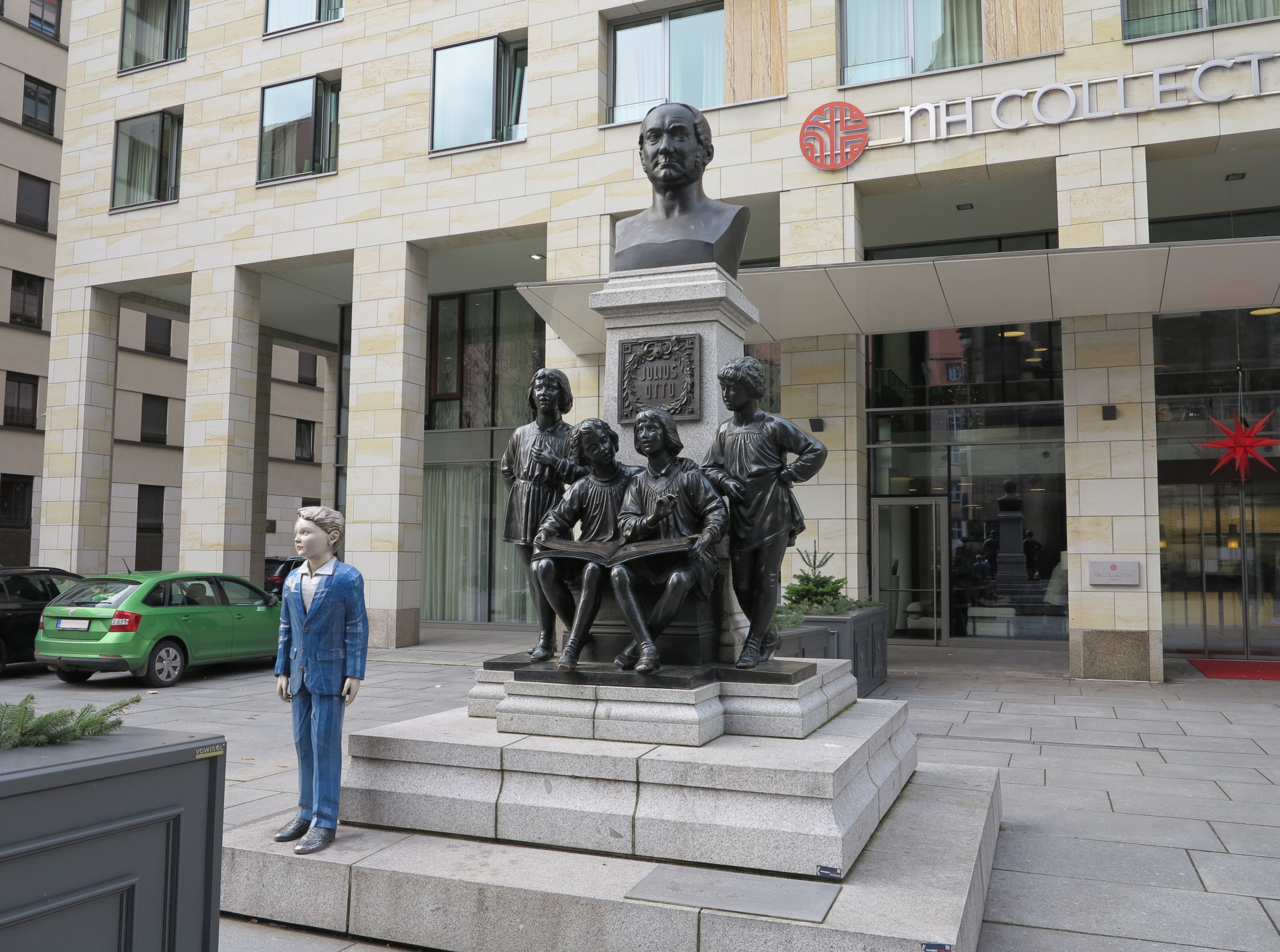
Das Denkmal neben der Kreuzkirche erinnert an die lange Geschichte des Kreuzchores

Heute ist die Kreuzkirche das Zentrum ihrer Gemeinde und steht als Stadtkirche den Einwohnern Dresdens und den zahlreichen Touristen offen. Über 200.000 Menschen besuchen im Laufe eines Jahres die Gottesdienste, Vespern und Konzerte, weitere 300.000 Besucher kommen zur offenen Kirche. Die Kreuzkirchgemeinde zählt ca. 1600 Mitglieder.
Sonn- und feiertags werden um 9:30 Uhr Gottesdienste gefeiert. Diese wie auch die Vespern am Sonnabend (um 17 Uhr außer in den sächsischen Sommerferien, Christvespern und Silvestervesper) werden vom Dresdner Kreuzchor oder anderen Ensembles musikalisch gestaltet. Die Kirche bewahrt seit 1986 ein Nagelkreuz von Coventry. Daher findet freitags um 12 Uhr ein Gebet für Frieden und Versöhnung nach der Litanei von Coventry statt. Es verbindet die Kirche u. a. mit der Laurenskerk in Rotterdam, mit deren Gemeinde eine Partnerschaft besteht. In der Ausstellungskapelle finden Wechselausstellungen statt.
Die Kreuzkirche ist Montag bis Sonnabend von 10 bis 18 Uhr sowie am Sonntag ab 12 Uhr zu Besichtigung und Andacht geöffnet.

## Beschreibung

### Äußeres

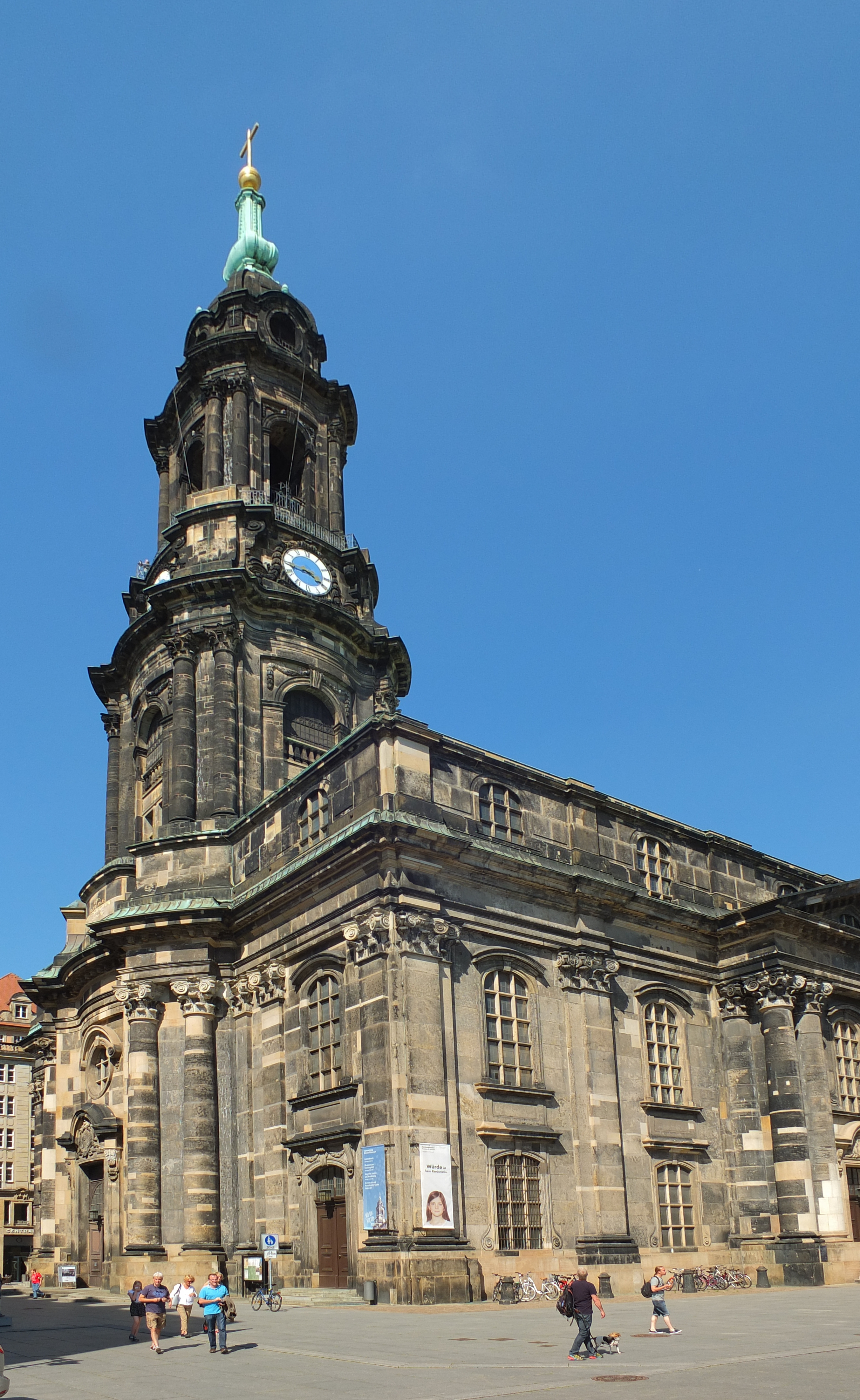
Seitenansicht, 2015

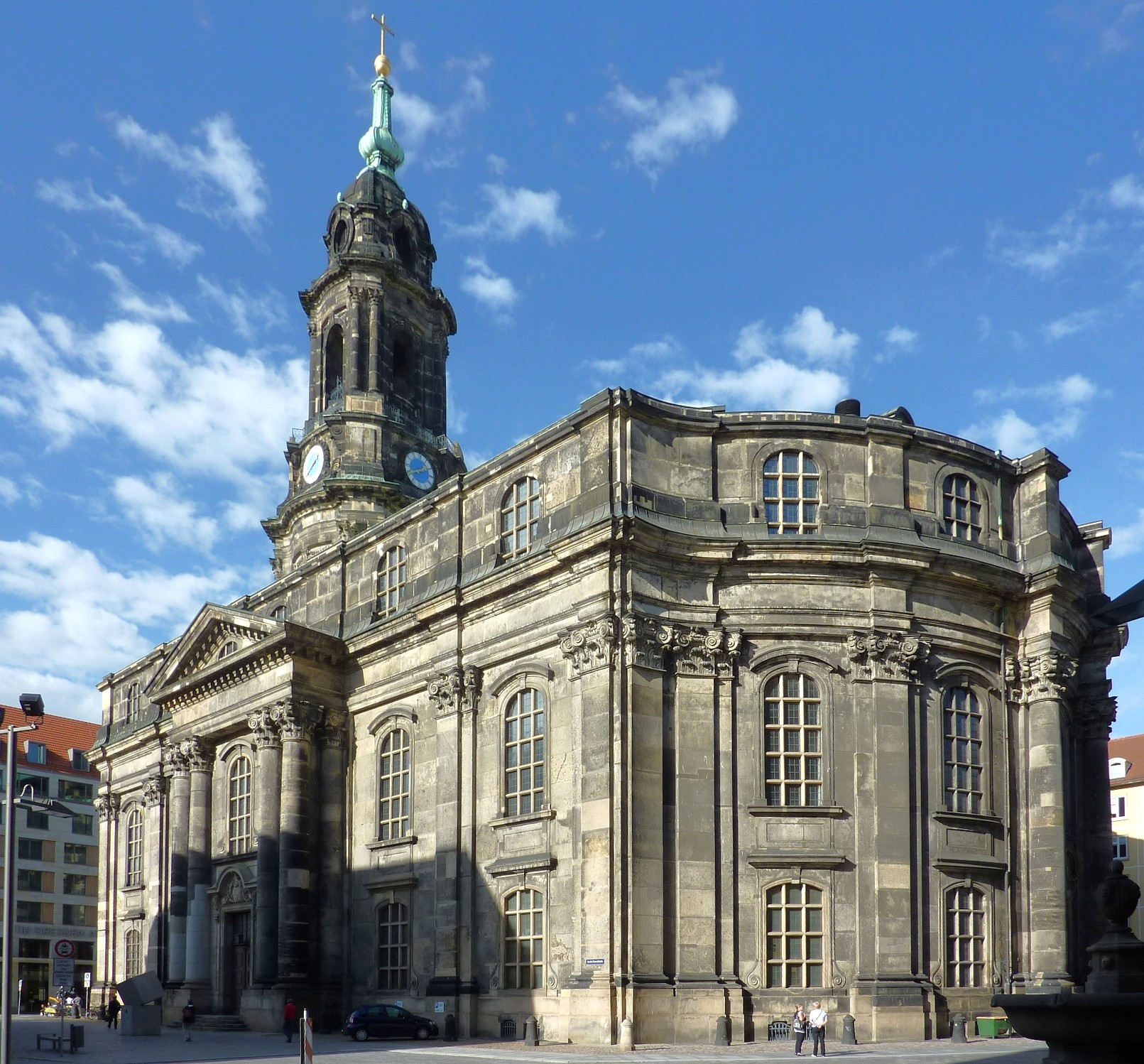
Blick zum Chor, 2013

Die Kirche ist ein zweigeschossiger Bau mit Pilastern in Kolossalordnung. Die Längsseiten mit den Portalen sind durch Mittelrisalite gegliedert. Die Portale bestehen aus Dreiviertelsäulen mit Kompositkapitellen. Diese Säulen stützen einen Dreiecksgiebel. Der Turm der Kreuzkirche ist 92 Meter hoch und wurde nach dem Vorbild des Turms der Katholischen Hofkirche erbaut. Dabei wurde die barocke Form des Hofkirchturms in klassisch-einfache Formen auf den Kreuzkirchturm übertragen. Bei der Besteigung müssen 259 Stufen bis zum Erreichen der Aussichtsplattform in 54 Meter Höhe bewältigt werden. Vor dem Austritt auf die Plattform durchschreitet man die Türmerstube, in der bis 1950 der Türmer wohnte. Die neue Turmuhr mit einem Zifferblattdurchmesser von drei Metern wurde 1930 gebaut.

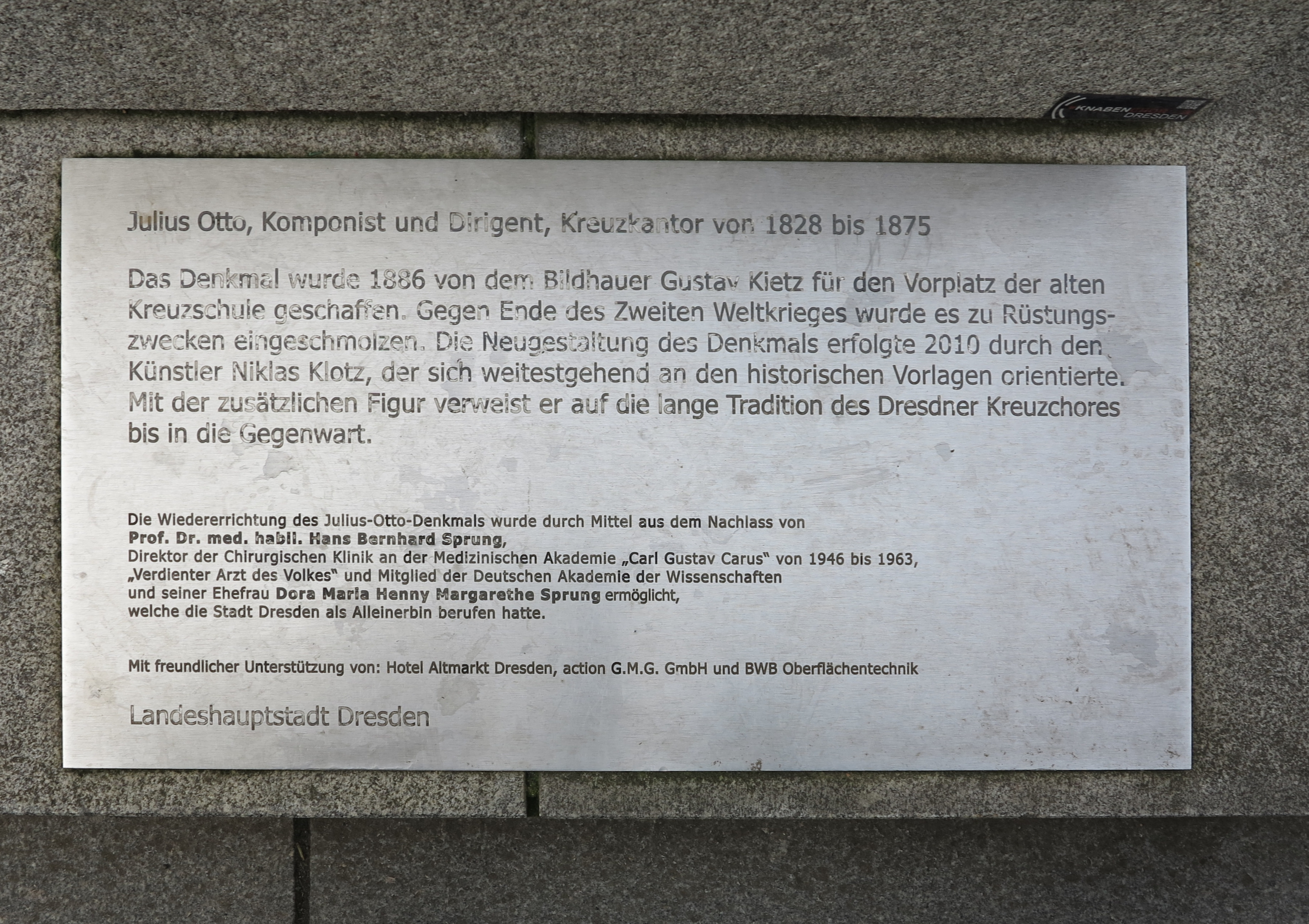
Erklärungstafel zum Denkmal für die Kruzianer und den Kreuzchor

### Inneres

#### Grundriss
Der Innenraum ist ein barocker Zentralraum auf quadratischem Grundriss und anschließendem halbkreisförmigen Chor. Jeweils drei Pfeiler an der linken und rechten Längsseite und zwei an der Schmalseite schaffen innerhalb der quadratischen Außenmauern eine ovale, innere Zentrallage und unterteilen den Kirchenraum in ein ovales Hauptschiff und zwei Seitenschiffe. An den Seitenschiffen befinden sich zweigeschossige Emporen. Im Hauptschiff befinden sich Orgel und Altar, die einander gegenüber angebracht worden sind. Der Grundriss, entworfen von Schmidt, ähnelt dem der Dresdner Annenkirche.

#### Altar

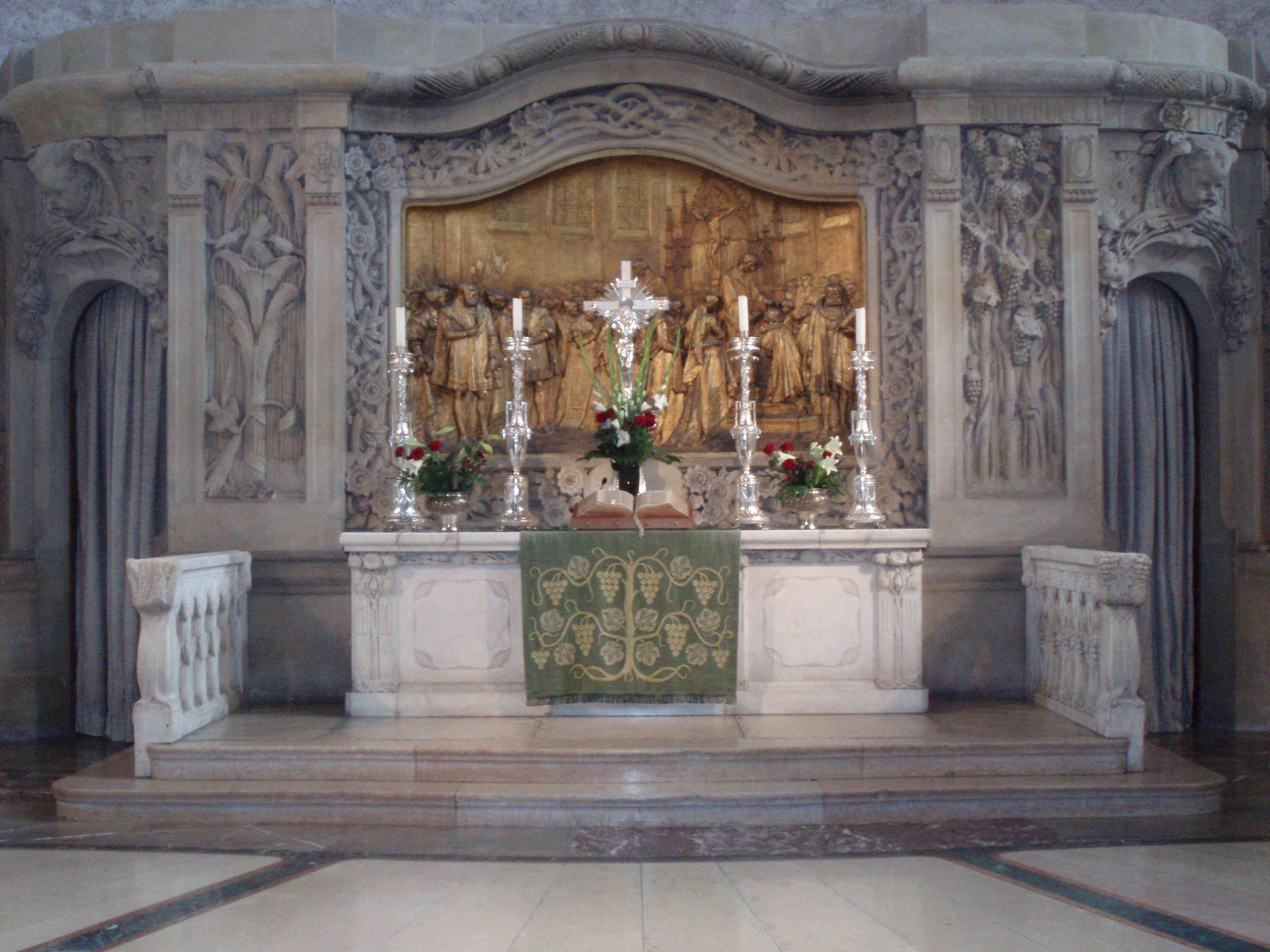
Altar der Kreuzkirche

Von der Ausstattung der Vorkriegszeit hat sich das Altarbild mit Brandspuren von 1945 erhalten. Dieses stellt die Kreuzigung Christi dar und wurde im Jahr 1900 von Anton Dietrich geschaffen. Das Relief in Bronze über dem Altartisch wurde von Heinrich Epler ebenfalls im Jahre 1900 gestaltet. Auf dem Relief ist der erste lutherische Dresdner Gottesdienst in der Kreuzkirche von 1539 dargestellt. In der Heinrich-Schütz-Kapelle befindet sich das Bronzekruzifix des 1652 von Wolf Ernst Brohn geschaffenen Epitaphs der Herzogin Sophie Hedwig (1630–1652; 1650 ⚭ Prinz Moritz), das aus der Sophienkirche stammt. Zum Inneren zählt außerdem ein Alabasterrelief vom Epitaph des Marcus Gerstenberger, das die Grablegung Christi darstellt, das von Christoph Walther IV (1613) geschaffen wurde.
Weiterhin gibt es in der Kirche mehrere Grabsteine; der Grabstein von Elisabeth von Haugwitz (gest. 1631) wurde von Sebastian Walther gefertigt. Von 1998 bis 2019 befand sich im Mittelschiff neben der Heinrich-Schütz-Kapelle der Ecce homo vom Grabmal von Giovanni Maria Nosseni aus dem Jahr 1616. Mehrere Bronze-Grabplatten aus dem 17. Jahrhundert stammen ebenfalls aus der Sophienkirche und befinden sich in den Treppenhäusern zu den Emporen.

### Orgeln
Eine große und eine kleine Orgel sind bereits aus dem Jahr 1389 überliefert. Sie verbrannten 1491. 1494 erfolgte ein Neubau durch Caspar Coler (Pirna) und schon 1504 eine Erneuerung durch seinen Bruder Georg. 1512 bis 1514 errichtete Blasius Lehmann einen zweimanualigen Neubau, der bis zur Zerstörung der Kirche 1760 bestand.

#### Hauptorgel

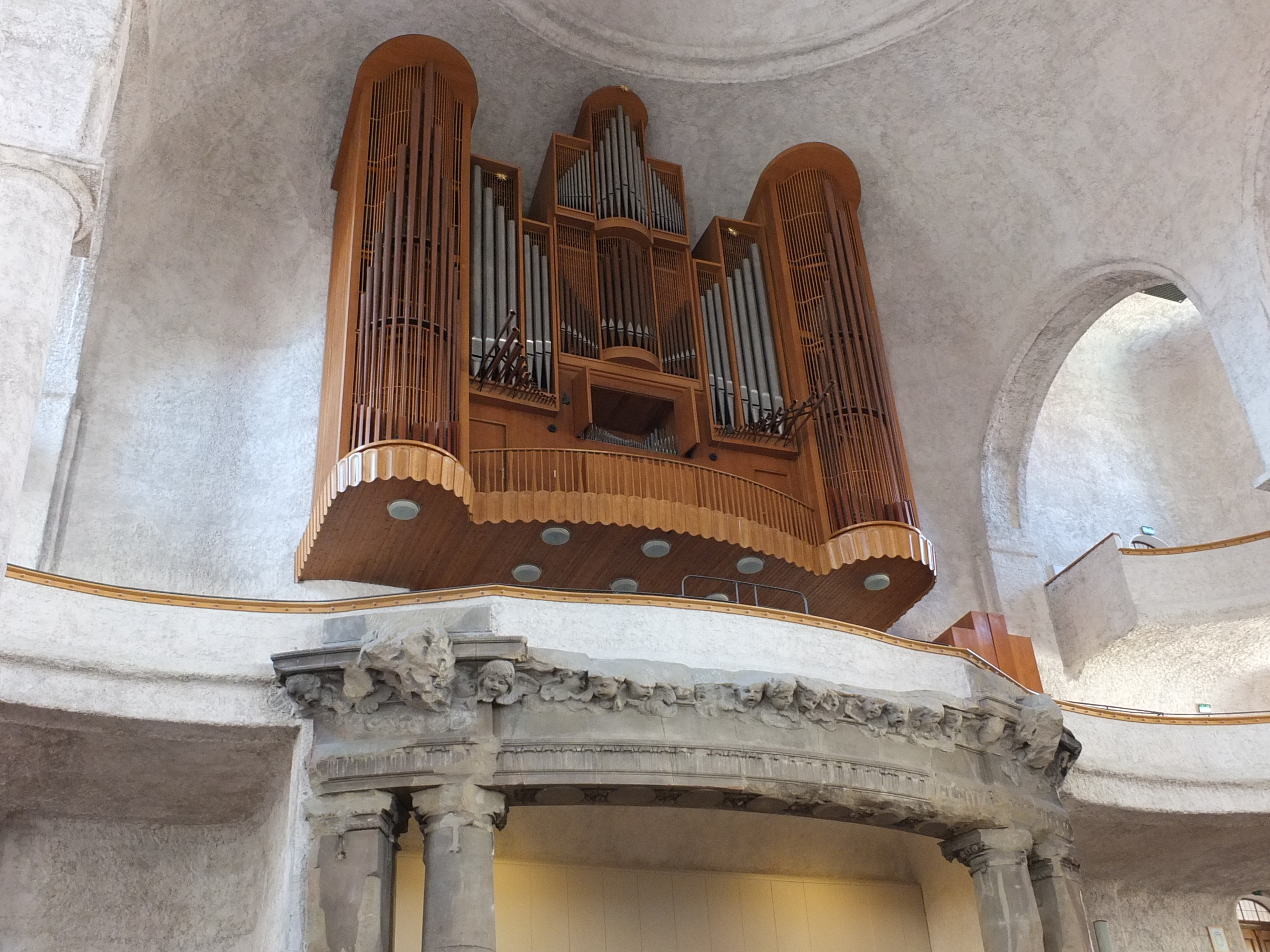
Hauptorgel mit ehemaliger Chororgel (rechts unten)

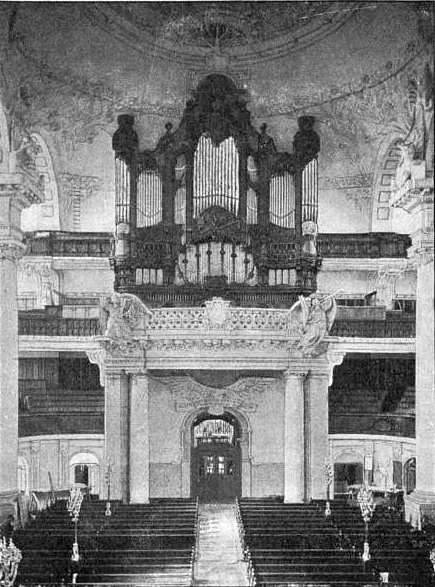
Ehemalige Jehmlich-Orgel (1901 bis 1945)

Die Orgel für den Neubau von 1792 wurde 1786 vom Schmiedefelder Orgelbauer Johann Michael Wagner begonnen und zwischen 1788 und 1792 von Johann Caspar Holland, ebenfalls aus Schmiedefeld, fertiggestellt. Sie besaß drei Manuale und 50 Register. Die Jehmlich-Brüder Gotthelf Friedrich, Johann Gotthold und Carl Gottlieb bauten die Orgel von 1825 bis 1832 und erweiterten sie auf 54 Register. Eine Erweiterung auf 67 Register durch Bruno & Emil Jehmlich erfolgte 1895. Diese Orgel verbrannte schon kurz darauf beim katastrophalen Kirchenbrand von 1897. Die beiden Jehmlich-Brüder bauten von 1898 bis 1901 eine neue Orgel mit vier Manualen und 91 Registern, welche bis zur Bombardierung Dresdens am 13. Februar 1945 bestand. In der Kirche wurde am 31. Oktober 1963 wiederum eine Jehmlich-Orgel geweiht. Diese ist die größte Dresdens. Sie hatte ursprünglich 76 Register auf vier Manualen und war damit bis zur Fertigstellung der Orgel des Zwickauer Doms 1969 auch die größte in der DDR neu gebaute Kirchenorgel. Sie war ursprünglich auf Vielseitigkeit und Klangfülle angelegt, wurde jedoch dann eher auf einen transparenten Klang hin intoniert, so dass das für romantische und sinfonische Orgelmusik erstrebenswerte Klangvolumen fehlte. Nach fast 40 Jahren Gebrauch war eine grundlegende Instandsetzung erforderlich. Diese erfolgte ab 2002 durch die Erbauerfirma, wobei die Orgel, auch aufgrund einer durch zwischenzeitliche Kirchenrenovierungen geänderten Akustik, ohne Eingriff in das ursprüngliche Gesamtkonzept umintoniert und damit eine Kombination aus einer Vielzahl von Einzelstimmen und dennoch raumfüllendem, homogenen Gesamtklang erreicht wurde. Die Wiedereinweihung erfolgte im Juli 2005. Jehmlich fügte 2008 noch vier Register im Schwellwerk hinzu. Das Instrument hat Schleifladen, eine mechanische Spieltraktur, 6293 Pfeifen, elektrische Registertrakturen und elektrische Koppeln.
Der Organist der Kreuzkirche ist der Kreuzorganist, dem neben der Begleitung des Kreuzchores und der Vespern und Gottesdienste eigene Konzerte obliegen. Berühmte Kreuzorganisten waren Gottfried August Homilius, Gustav Adolf Merkel, Herbert Collum und Michael-Christfried Winkler. Nach Martin Schmeding obliegt seit November 2004 Holger Gehring das Amt des Kreuzorganisten.
| I Hauptwerk C–a3 |                    |       |
| 1.               | Prinzipal          | 16′   |
| 2.               | Oktave             | 8′    |
| 3.               | Rohrflöte          | 8′    |
| 4.               | Gemshorn           | 8′    |
| 5.               | Oktave             | 4′    |
| 6.               | Spitzflöte         | 4′    |
| 7.               | Quinte             | 2 ⁄3′ |
| 8.               | Oktave             | 2′    |
| 9.               | Flachflöte         | 2′    |
| 10.              | Kornett II-IV      |       |
| 11.              | Großmixtur V-VI    |       |
| 12.              | Kleinmixtur VI-VII |       |
| 13.              | Fagott             | 16′   |
| 14.              | Spanische Trompete | 8′    |

| II Kronenwerk C–a3 |                 |        |
| 15.                | Quintatön       | 16′    |
| 16.                | Prinzipal       | 8′     |
| 17.                | Zinngedackt     | 8′     |
| 18.                | Spitzgambe      | 8′     |
| 19.                | Oktave          | 4′     |
| 20.                | Blockflöte      | 4′     |
| 21.                | Nasat           | 2 ⁄3′  |
| 22.                | Oktave          | 2′     |
| 23.                | Terz            | 1 3⁄5′ |
| 24.                | Septime         | 1 ⁄7′  |
| 25.                | Schwiegel       | 1′     |
| 26.                | Scharf V-VI     |        |
| 27.                | Quintzimbel III |        |
| 28.                | Rankett         | 16′    |
| 29.                | Krummhorn       | 8′     |
| 30.                | Rohrschalmei    | 4′     |
|                    | Tremulant       |        |

| III Schwellwerk C–a3 |                   |     |
| 31.                  | Spitzgedackt      | 16′ |
| 32.                  | Kupferprästant    | 8′  |
| 33.                  | Engprinzipal      | 8′  |
| 34.                  | Traversflöte      | 8′  |
| 35.                  | Koppelflöte       | 8′  |
| 36.                  | Weidenpfeife      | 8′  |
| 37.                  | Schwebung         | 8′  |
| 38.                  | Prinzipalflöte    | 4′  |
| 39.                  | Spitzgambe        | 4′  |
| 40.                  | Oktave            | 2′  |
| 41.                  | Singend Nachthorn | 2′  |
| 42.                  | Mixtur VI-VII     |     |
| 43.                  | Hornwerk II-III   |     |
| 44.                  | Sesquialtera II   |     |
| 45.                  | Tonus fabri II    |     |
| 46.                  | Bombarde          | 16′ |
| 47.                  | Trompete          | 8′  |
| 48.                  | Oboe*             | 8′  |
| 49.                  | Clarine           | 4′  |
|                      | Tremulant         |     |

| IV Brustwerk C–a3 (schwellbar) |                |       |
| 50.                            | Holzgedackt    | 8′    |
| 51.                            | Quintatön      | 8′    |
| 52.                            | Engprinzipal   | 4′    |
| 53.                            | Rohrflöte      | 4′    |
| 54.                            | Spitzoktave    | 2′    |
| 55.                            | Querflöte      | 2′    |
| 56.                            | Rohrgemsquinte | 1 ⁄3′ |
| 57.                            | Oktavzimbel II |       |
| 58.                            | Carillon III   |       |
| 59.                            | Rohrkrummhorn  | 16′   |
| 60.                            | Bärpfeife      | 8′    |
| 61.                            | Trichterregal  | 4′    |
|                                | Tremulant      |       |

| Pedal C–g1 |                    |     |
| 62.        | Untersatz          | 32′ |
| 63.        | Prinzipalbass      | 16′ |
| 64.        | Subbass            | 16′ |
| 65.        | Zartpommer         | 16′ |
| 66.        | Oktavbass          | 8′  |
| 67.        | Holzflöte          | 8′  |
| 68.        | Oktave             | 4′  |
| 69.        | Rohrpfeife         | 4′  |
| 70.        | Überblasend Dolkan | 2′  |
| 71.        | Jauchzend Pfeife   | 1′  |
| 72.        | Basszink IV        |     |
| 73.        | Rauschwerk V       |     |
| 74.        | Choralmixtur IV    |     |
| 75.        | Bombarde           | 32′ |
| 76.        | Posaune            | 16′ |
| 77.        | Dulzian            | 16′ |
| 78.        | Trompete           | 8′  |
| 79.        | Feldtrompete       | 4′  |
| 80.        | Singend Cornett    | 2′  |
|            | Tremulant          |     |

- Koppeln:
  - Normalkoppeln: II/I, III/I, IV/I, III/II, IV/II, IV/III, I/P, II/P, III/P, IV/P
  - Superoktavkoppeln: III/I, III/II, III/III, III/P
  - Suboktavkoppeln: II/I, III/I, II/II, III/II, III/III
- Spielhilfen:
  - 4000fache Setzeranlage
  - Registerschweller mit 4 Kombinationsmöglichkeiten
  - Absteller (Zungeneinzelabsteller, Handregister), Regler für Tremulanten
- Nebenregister: Drei Zimbelsterne
- Becher der Bombarde im Prospekt

#### Ehemalige Chororgel

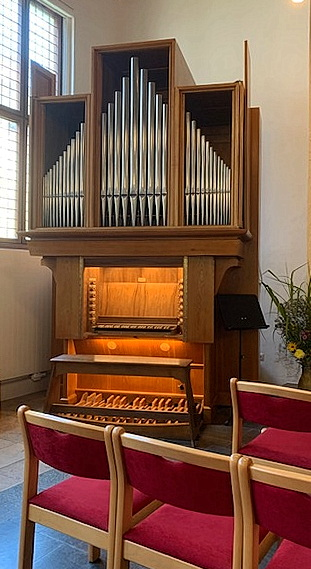
Ehemalige Chororgel am neuen Standort in Borsdorf

Direkt neben bzw. unter der Hauptorgel befand sich ein kleines mechanisches Schleifladeninstrument der Firma Jehmlich. Das Instrument wurde 1957 gebaut und im Jahr 2014 durch die Erbauerfirma renoviert und etwas umdisponiert. Die Orgel verfügt über acht Register, die sich auf ein Manual und Pedal verteilen, und kann mit Türen verschlossen werden. Sie erklingt seit September 2022 in der Kirche Borsdorf.
| I Manual C–f3 |                |    |     |
| 1.            | Holzgedackt    | 8′ | B   |
| 2.            | Nachthorn      | 8′ | D   |
| 3.            | Spitzgedackt   | 8′ | D   |
| 4.            | Prinzipal      | 4′ | B/D |
| 5.            | Rohrflöte      | 4′ | B   |
| 6.            | Blockflöte     | 4′ | D   |
| 7.            | Spitzoktave    | 2′ | B   |
| 8.            | Waldflöte      | 2′ | D   |
| 9.            | Sesquialter II |    | B/D |
| 10.           | Mixtur II-III  |    | B/D |

| Pedal C–d1 |         |     |
| 11.        | Subbass | 16′ |

- Koppeln: I/P

#### Orgelpositive
Im Jahr 2008 baute die Orgelwerkstatt Wegscheider eine fahrbare Altarorgel in liegender Bauweise. Das einmanualige Positiv verfügt über neun Register auf einem Manual und einen Subbass 16′ in einem separaten Pedalschrank. Durch eine Transponiervorrichtung ist die Orgel in drei unterschiedlichen Stimmtonhöhen spielbar. Wegscheider schuf bereits 1997 ein kleines Positiv mit einem liegenden, hölzernen Gedackt 8′, das seinen Aufstellungsort auf der Chorempore gefunden hat. Im Jahr 2022 schaffte die Gemeinde ein Orgelpositiv von Johannes Rohlf an, das über sechs Register auf einem Manual mit Transponiermöglichkeiten verfügt.

#### Cembalo

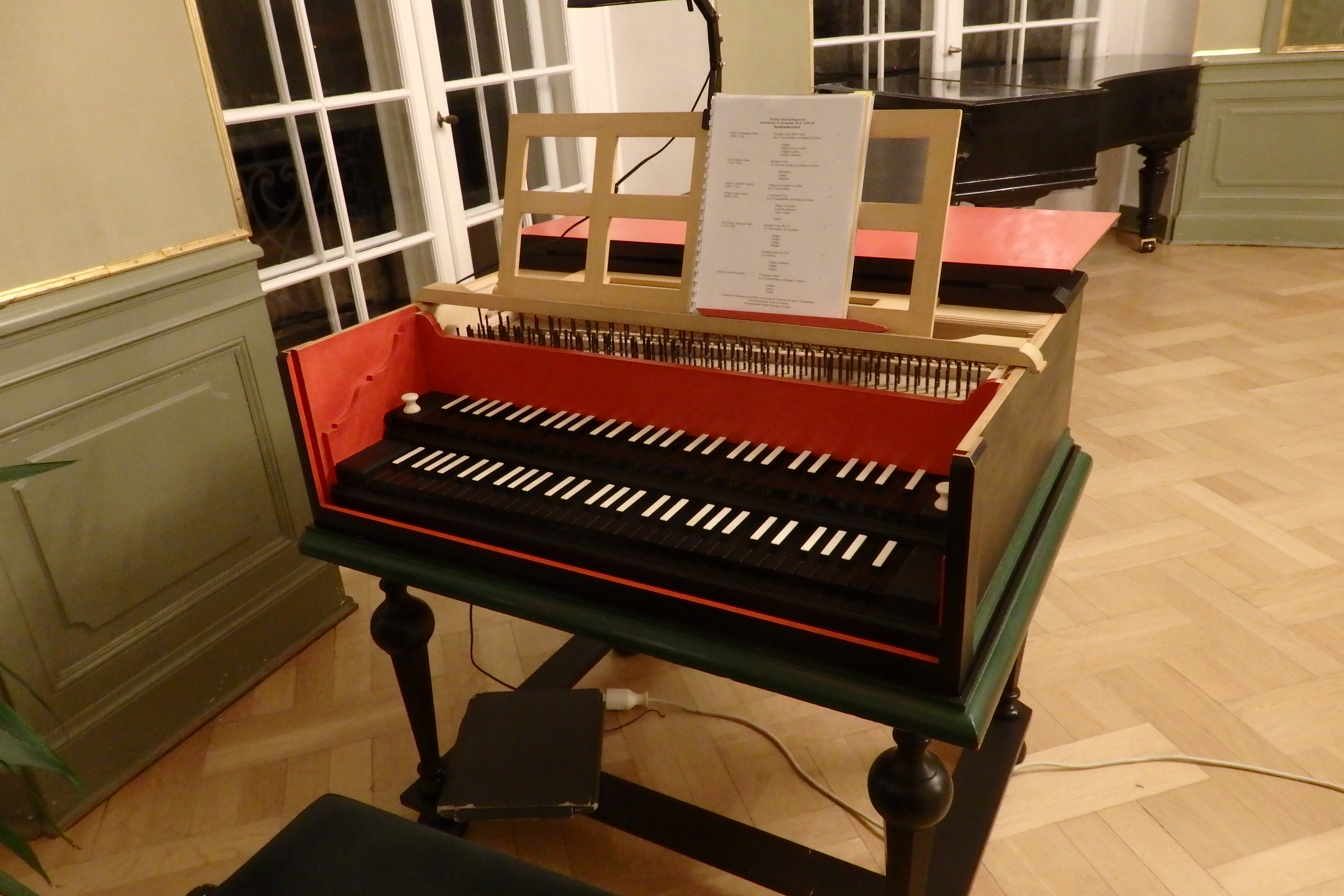
Cembalo von Matthias Kramer 2007, Nachbau des Cembalos von Johann Heinrich Gräbner d. J. von 1739

Das Cembalo wurde 2007 von Instrumentenbauer Matthias Kramer für die Kreuzkirche Dresden angefertigt. Es handelt sich um eine Replik des Cembalos aus dem Besitz des Dresdner Hofes, erbaut 1739 von Johann Heinrich Gräbner dem Jüngeren aus Dresden. Letzteres ist im Kunstgewerbemuseum Dresden aufbewahrt. Es hat folgende Disposition:
- Manual I, DD-d3: 8’, 4’
- Manual II, DD-d3: 8’, Lautenzug
- Manualkoppel
- Transponiermöglichkeiten für 392, 415 und 440 Hz

## Glocken

### Vorgängergeläut
Das erste Vorgängergeläut aus dem Jahr 1491 bestand aus sechs Bronzeglocken und wurde beim Stadtbrand im Jahr 1669 stark beschädigt, so dass der Stadtrat einen Neuguss des Geläutes beschloss.
Im Folgenden eine Datenübersicht über das Geläut von 1491 bis 1669:
| Nr. | Gussdatum | Gießer                | Durchmesser | Masse   | Schlagton   |
| --- | --------- | --------------------- | ----------- | ------- | ----------- |
| 1   | 1491      | Heinrich Kannengießer | 2260 mm     | 9670 kg | ges°        |
| 2   | 1503      | Heinrich Kannengießer | 1820 mm     | 3580 kg | b°          |
| 3   | 1503      | Heinrich Kannengießer | 1460 mm     | 2001 kg | des′        |
| 4   | 1491      | Heinrich Kannengießer | 989 mm      | 500 kg  | Sturmglocke |
| 5   | 1510      | unbekannt             | 740 mm      | 240 kg  |             |
| 6   | 1569      | Wolfgang Hilliger     | 753 mm      | 260 kg  | Feuerglocke |

Das zweite Vorgängergeläut aus dem Jahr 1673 bestand aus sieben Bronzeglocken. Das Gesamtgewicht mit zwei weiteren Seigerschellen des siebenstimmigen Geläutes betrug 13.858 Kilogramm. Durch die Kriegsereignisse des Siebenjährigen Krieges in der Zeit von 1756 bis 1760 wurde das imposante Geläut mit der Kirche zerstört.
Im Folgenden eine Datenübersicht über das Geläut von 1673 bis 1760:
| Nr. | Gussdatum | Gießer                | Durchmesser | Masse   |
| --- | --------- | --------------------- | ----------- | ------- |
| 1   | 1673      | Andreas Herold        | 2195 mm     | 6733 kg |
| 2   | 1673      | Andreas Herold        | 1722 mm     | 3361 kg |
| 3   | 1673      | Andreas Herold        | 1439 mm     | 1850 kg |
| 4   | 1673      | Andreas Herold        | 1097 mm     | 790 kg  |
| 5   | 1673      | Andreas Herold        | 873 mm      | 381 kg  |
| 6   | 1673      | Andreas Herold        | 732 mm      | 243 kg  |
| 7   | 1491      | Heinrich Kannengießer | 989 mm      | 500 kg  |

Das dritte Vorgängergeläut aus dem Jahr 1791 bestand aus vier Bronzeglocken. Das Gesamtgewicht mit zwei weiteren Seigerschellen des vierstimmigen Geläutes betrug 9.600 Kilogramm. Durch den Kirchenbrand am 16. Februar 1897 wurde das Geläut stark beschädigt. Die Uhrkammer und die Glockenstube waren komplett ausgebrannt. Die große Glocke ist vom Glockenjoch abgestürzt und zersprungen und die drei anderen Läuteglocken waren ausgeglüht. Ein Neuguss von wiederum vier Glocken wurde vom Kirchenvorstand beschlossen. Die vier Glocken wurden am 31. März 1891 zur Glockengiesserei Bierling transportiert und im Jahr 1899 nach Apolda gebracht. Dort wurden sie mit dem neuen Geläut verrechnet.
Im Folgenden eine Datenübersicht des Geläutes von 1791 bis 1897:
| Nr. | Gussdatum | Gießer                    | Durchmesser | Masse   | Schlagton |
| --- | --------- | ------------------------- | ----------- | ------- | --------- |
| 1   | 1791      | August Sigismund Weinhold | 2130 mm     | 5000 kg | fis°      |
| 2   | 1791      | August Sigismund Weinhold | 1720 mm     | 2650 kg | ais°      |
| 3   | 1791      | August Sigismund Weinhold | 1370 mm     | 1300 kg | cis′      |
| 4   | 1791      | August Sigismund Weinhold | 1100 mm     | 650 kg  | fis′      |

### Gegenwärtige Glocken

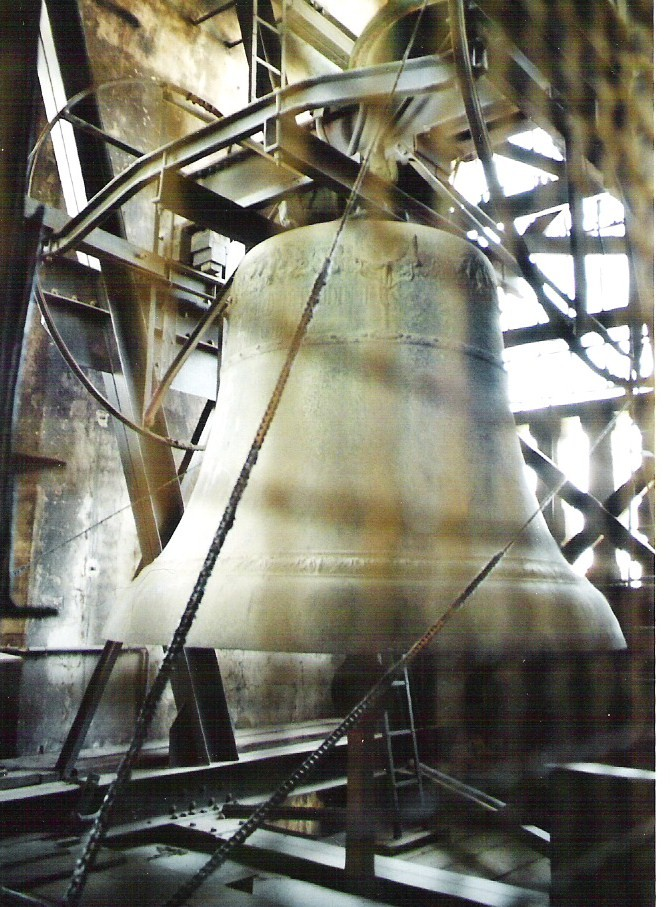
Glocke 2 – g^{0}

Der Aufstieg zur Plattform führt im Turm unmittelbar am dreistöckigen, stählernen Glockenstuhl vorbei. Im obersten Stockwerk des Glockenstuhls hängt die große Kreuzglocke, deren Rippe der berühmten Gloriosa im Erfurter Dom nachempfunden wurde. Sie trägt folgende Inschrift:
„O Land, Land, Land, höre des Herren Wort! Mich und meine 4 Schwestern hat christliche Liebe gestiftet, nach dem Brande der Kreuzkirche am 16. Februar 1897.“
Die Kreuzglocke war in der an die Apoldaer Glockengießerfamilie Franz Schilling & Söhne ergangenen Bestellung der Kreuzgemeinde, mit welcher die vier 1897 zerstörten Glocken ersetzt werden sollten, zunächst gar nicht enthalten. Ihre Herstellung wurde von der Gießerei angeboten und von der Gemeinde nachträglich in Auftrag gegeben.
In den beiden Stockwerken darunter befinden sich jeweils zwei Glocken im Gegenschwung zueinander. Ein kleiner Schönheitsfehler ist die Tatsache, dass die Schlagtöne der Glocken 2 und 3 zu hoch ausgefallen sind (Glocke 3 war als a0 konzipiert). Dennoch zählt dieses Geläut zu den bedeutendsten Werken der Gießerei Schilling und ist das fünftschwerste Geläut Deutschlands (nach dem im Kölner Dom, im Konstanzer Münster, im Paderborner Dom und in der Stiftskirche zu Neustadt a. d. Weinstraße).
Das Geläut wurde feierlich auf dem Dresdner Altmarkt am 6. März 1900 geweiht und vom 23. bis 26. März probegeläutet. Im Ersten Weltkrieg wurde das Bronzegeläut im Hinblick auf eine mögliche Beschlagnahmung für die Rüstungsindustrie zunächst in die Gruppe C eingestuft und im Jahr 1918 auf die Gruppe B1 zurückgesetzt. Es blieb dennoch erhalten. Während des Zweiten Weltkrieges wurden die Glocken zunächst in die Gruppe C festgeschrieben. Im Jahr 1940 untersagte jedoch der Reichsstand eine Abnahme auch aufgrund des Protestes vor allem des Kreuzkantors Rudolf Mauersberger. Auch durch ihren Jugendstildekor (entworfen von den Bauräten Schilling und Graebner, Dresden) haben die Glocken höchsten Denkmalwert.
Zwei Seigerglocken für den Viertelstunden- und Stundenschlag hängen im oberen Turmbereich und wurden 1787 gegossen.
Die Glocken konnten von März 2009 bis Juni 2011 wegen Materialermüdungen im Stahlglockenstuhl und Rissen im Turm nicht geläutet werden. Wegen seiner besseren Fähigkeit zur Absorption von Schwingungen sollte ein Holzglockenstuhl eingebaut werden; letztlich konnte der Stahlglockenstuhl jedoch ertüchtigt werden. Nach dem Abschluss der Sanierung erklang das Geläut wieder anlässlich des 33. Evangelischen Kirchentages.
| Nr. | Name             | Gussjahr | Gießer, Gussort         | Durchmesser | Masse      | Schlagton (HT-1⁄16) |
| --- | ---------------- | -------- | ----------------------- | ----------- | ---------- | ------------------- |
| 1   | Kreuzglocke      | 1899     | Franz Schilling, Apolda | 2.589 mm    | 11.511 kg0 | e0 +6               |
| 2   | Bußglocke        | 1899     | Franz Schilling, Apolda | 2.155 mm    | 6.825 kg   | g0 +12              |
| 3   | Abendmahlsglocke | 1899     | Franz Schilling, Apolda | 1.910 mm    | 4.929 kg   | ais0 +3             |
| 4   | Betglocke        | 1899     | Franz Schilling, Apolda | 1.690 mm    | 3.251 kg   | h0 +6               |
| 5   | Taufglocke       | 1899     | Franz Schilling, Apolda | 1.412 mm    | 1.947 kg   | d1 +5               |

## Tonträger
Hector Berlioz: Te Deum, op. 22, u. a. mit Chor der Semperoper, Staatskapelle Dresden, Hans-Dieter Schöne (Orgel), Leitung: Sir Colin Davis, Label: Hänssler Classics PH06039, 1998
Die Jehmlich-Orgel in der Kreuzkirche Dresden (nach der Erweiterung 2008 entstandene Aufnahme), Label: Querstand